# Personaggi del Mondo Emerso
Elenco dei principali personaggi dell'universo immaginario della saga fantasy del Mondo Emerso della scrittrice Licia Troisi, formata dai cicli delle Cronache del Mondo Emerso, Le guerre del Mondo Emerso e Le leggende del Mondo Emerso. L'elenco include i personaggi inseriti in ordine alfabetico, nelle sezioni dei libri in cui appaiono per la prima volta.

## Ordini

### Cavalieri di drago
I Cavalieri di drago sono una classe di guerrieri che compongono l'Ordine dei Cavalieri di Drago della Terra del Sole, il più importante ordine militare del Mondo Emerso. I Cavalieri di drago combattono a dorso di draghi sputafuoco, che l'ordine stesso alleva e assegna ai suoi membri al termine del tirocinio. L'ordine ha sede a Makrat, la capitale della Terra del Sole, e il suo capo, il Supremo generale, è anche il comandante in capo delle forze armate di quel regno. Sempre a Makrat sorge l'Accademia, ove vengono ammessi i nuovi allievi, viene iniziato il loro tirocinio e infine vengono investiti cavalieri dal Supremo generale. L'istruzione si divide in due parti: in un primo tempo l'allievo viene istruito insieme agli altri novizi nella sede dell'Accademia, in seguito viene inviato a servizio di un Cavaliere di drago, che diventa suo maestro. Assolto con successo il percorso, in vista della cerimonia d'investitura è prassi farsi incidere un tatuaggio e celebrare l'evento con una festa. I Cavalieri di drago sono considerati combattenti d'élite e vengono spesso impiegati come ufficiali dagli eserciti dei vari regni del Mondo Emerso. Similmente ai cavalieri degli ordini cavallereschi medievali, essi sono vincolati da un codice d'onore e godono di un grande prestigio, per cui è tradizione presso parecchie famiglie nobili (incluse quelle regnanti) di mandare i propri figli all'Accademia. Non sembrano esserci regole esplicite che vietano l'accesso a determinate razze o categorie di candidati, ma nei fatti viene più volte constatato che i Cavalieri di drago sono quasi tutti umani rampolli di alte casate. Nihal, ragazza mezzelfo, incontra fin dall'inizio una forte ostilità e ottiene di accedere all'Accademia solo dopo forti insistenze e il superamento di una prova molto difficile (sostenere dieci duelli consecutivi contro allievi dell'Accademia), e anche in seguito è costretta a fare i conti con la diffidenza e i pregiudizi di compagni e ufficiali superiori.
I Cavalieri dell'Ordine della Terra del Sole sono i più noti e rinomati, ma non gli unici guerrieri del Mondo Emerso che combattono in groppa a draghi. Un sotto-ordine è rappresentato dai Cavalieri di drago azzurro, appartenenti alla Terra del Mare, che cavalcano una varietà di draghi chiamati draghi azzurri, più piccoli di quelli utilizzati all'Accademia. Anche i Cavalieri di drago azzurro sono legati all'ordine della Terra del Sole, ma conservano una certa autonomia. A sé stanti sono i Cavalieri di drago nero, che sono combattenti al servizio del Tiranno e cavalcano bestie allevate dallo stesso. Il Tiranno (l'antagonista principale del ciclo delle Cronache del Mondo Emerso) li impiega come generali delle sue armate e governanti dei territori assoggettati. Sono meno numerosi rispetto ai Cavalieri di drago dell'ordine, loro nemici nella guerra che oppone le Terre libere al potere del Tiranno, ma hanno a loro vantaggio i sortilegi del loro signore, che moltiplicano le loro forze e la difesa delle loro corazze.

### Consiglio dei Re e Consiglio dei Maghi
Le più potenti e prestigiose organizzazioni che governano il Mondo Emerso sono il Consiglio dei Re e il Consiglio dei Maghi, istituiti dal re mezzelfo Nammen al termine della massacrante Guerra dei Duecento Anni. Hanno entrambi lo scopo di dirimere le contese tra i popoli in maniera pacifica, ma se il primo è un'assemblea dei governanti, il secondo si occupa maggiormente dello sviluppo culturale. La loro sede originaria è Enawar, nella Grande Terra al centro del Mondo Emerso, ma all'inizio della saga questa appare conquistata dal Tiranno, potente mago e lui stesso ex-Consigliere.
Nel Consiglio dei Maghi si ha accesso a seguito di un addestramento più o meno lungo nelle arti magiche, che culmina con un esame dinanzi a una commissione di Consiglieri. A turno il Consiglio elegge un Capo, il cui ruolo però pare più che altro rappresentativo. A differenza dei Cavalieri di drago, nel Consiglio non si fanno discriminazioni per il sesso, la razza o le condizioni sociali. Tuttavia esso non è immune alla corruzione e, come i protagonisti delle Cronache lamentano in più occasioni, molti Consiglieri si curano più degli interessi personali che del bene del Mondo Emerso.

#### Consiglio delle Acque
Nella seconda trilogia della saga, i Consigli dei Re e dei Maghi si trovano sotto il controllo del re Dohor della Terra del Sole, che ha imposto suoi vassalli in gran parte delle Otto Terre e ha fatto bandire o assassinare i suoi avversari politici nelle due assemblee. La resistenza ai suoi piani di dominio assoluto si è quindi raccolta attorno al Consiglio delle Acque, che ha sede appunto nella Terra dell'Acqua, e svolge lo stesso ruolo del Consiglio dei Maghi nelle Cronache.

### Fratelli della Folgore
I Fratelli della Folgore sono un ordine religioso fondato dalla sacerdotessa Theana dopo la fine degli eventi delle Guerre del Mondo Emerso e appaiono nella successiva trilogia delle Leggende. I Fratelli della Folgore sono devoti alla divinità elfica Thenaar, nota anche come Shevraar, il cui culto era precedentemente perseguitato, perché il dio era messo in relazione alla distruzione e alla guerra, ma secondo i Fratelli della Folgore esso presiede anche all'amore e al rinnovamento.

#### Veglianti
I Veglianti sono un gruppo di sacerdoti scissosi dai Fratelli della Folgore, instaurato vent'anni prima da Theana, poco dopo la fine delle Guerre del Mondo Emerso. Devoti anch'essi a Thenaar, ma in maniera quasi fanatica, sebbene all'inizio fossero guidati da principi giusti. Quando fu costruita Nuova Enawar, vennero trovati antichi libri elfici appartenuti ad Aster, che raccontavano le origini del Mondo Emerso, dimenticate fino a quel momento da tutti, soprattutto sulla storia della Sheireen, una figura leggendaria inviata dagli dei a difendere il Mondo Emerso dalle minacce dei Marvash, entità distruttrici che invece sono inviate dal maligno dio elfico Freithar. Dakara, un giovane sacerdote molto devoto e fedele a Theana, rimase sconvolto nello scoprire dai libri, del ciclo tra la lotta del Marvash e della Sheireen, destinato a ripetersi nel Mondo Emerso. Nihal e Aster erano stati fino a quel momento gli ultimi, ma presto il ciclo sarebbe tornato a ripetersi. I Fratelli della Folgore sapevano di questo ciclo, ma scelsero di non interferire, ritenendo che farlo sarebbe stato un atto di presunzione nei confronti di Thenaar poiché la Consacrata sarebbe giunta in ogni caso a salvare il mondo. Dakara, insieme ad altri che amavano il Mondo Emerso, si oppose: la storia dimostrava che a volte a prevalere era il Distruttore. Dopo le devastazioni del Tiranno, i Veglianti temevano che il prossimo ciclo avrebbe potuto annientare ogni cosa. Decisero quindi di cercare la Sheireen per fermarlo in anticipo. Nel nome di un bene superiore, iniziarono a uccidere giovani con capacità magiche innate, credendo di poter impedire così l'avvento del prossimo Marvash. Quando Learco divenne re, li fece arrestare, dichiarandoli fuorilegge. Nonostante ciò, una parte del gruppo sopravvisse, costretta a vivere in clandestinità. Continuarono a cercare la Consacrata nel Mondo Emerso, senza successo. La paura che il Marvash si sarebbe manifestato prima della Sheireen spinse i Veglianti a compiere azioni terribili. Decisero di crearla tramite magie proibite, rapendo giovani ragazze e sperimentando su di loro incantesimi antichi che spesso causavano la loro morte. Iniziarono poi a trafugare tombe, rubandone i corpi iniziando vari esperimenti. Fu dopo il sesto tentativo che Adhara nacque, venendo indicata come la vera Consacrata.

### Gilda degli Assassini
La Gilda degli Assassini è una confraternita segreta che costituisce il maggior antagonista della trilogia delle Guerre, praticando l'omicidio come glorificazione dell'oscura divinità Thenaar e favorendo al contempo l'ascesa politica del brutale Dohor, re della Terra del Sole.
Originariamente fu il Tiranno a riunire attorno a sé una piccola setta di sacerdoti che prestavano un culto di morte al dio elfico Thenaar. La setta, nucleo originario della Gilda degli Assassini, identificò in lui l'ottavo e ultimo araldo del loro dio, inviato a purgare il mondo da corruzione e debolezza, opere di divinità inferiori. Di ciò non si fa parola nella trilogia delle Cronache, ma in Un nuovo regno viene detto che la spia che attentò alla vita del re del Mondo Sommerso in La missione di Sennar era in effetti un Assassino. Con la caduta del Tiranno le fondamenta della setta furono scosse, ma gli sopravvisse Yeshol, suo devoto braccio destro, che nei successivi quarant'anni la ricostruì.
I membri della Gilda sono chiamati "Vittoriosi" e sono scelti tra i "bambini della morte", coloro che cioè durante la propria infanzia hanno provocato (anche incidentalmente) la morte di qualcuno. La sede della Gilda è la "Casa", un grande labirinto sotterraneo, al quale si accede attraverso un passaggio segreto nella cattedrale nera di Thenaar a Narbet, nella Terra della Notte. Nonostante il suo fanatismo, la Gilda persegue i suoi scopi anche per vie pragmatiche, in particolare con un accordo segreto con il re Dohor della Terra del Sole, pel quale gli Assassini eliminano gli avversari politici, ottenendo in cambio vari favori, come il recupero di vecchi testi di magia dispersi. Nei progetti della Gilda però anche Dohor, in quanto infedele, è destinato all'eliminazione.

### I Guardiani delle Pietre
Sono i principali guardiani immortali che custodiscono, le pietre del Talismano del Potere, non che i servitori delle otto divinità che abbandonarono il Mondo Emerso secoli fa. Ognuno di essi ha un tempio, collocato in ciascuna delle otto terre. Solo le Sheireen hanno il potere di trovare i loro templi e potervi accedere, per reclamare le pietre. Nelle Leggende del Mondo Emerso si scopre che quando Nihal, infranse la pietra principale del Talismano del Potere, I Guardiani delle Pietre, sono impazziti e con i loro templi, sono finiti in un'altra dimensione.
- Aelon o della imperfezione: guardiana dell'acqua, consacrata a Phenor la dea dell'acqua. Il suo tempio è una guglia formata dalle acque della palude situato nella Terra dell'Acqua. Si mostra come una bellissima ninfa, ma di dimensioni più grandi. Nelle Leggende del Mondo Emerso, ricomparirà cambiata, facendosi chiamare Ael. Quando Nihal, infranse la pietra del Talismano, i Guardiani sono infine impazziti. Ael si mostrerà ricolma di odio per essere stata ferita e segregata in un'altra dimensione.

- Sarephen o dell'odio degli uomini:guardiano dei mari. Ha l'aspetto di un uomo-pesce che impugna un tridente. Ha come servo un gigantesco mostro marino che protegge, il suo santuario che dimora nella Terra del Mare, vicino ai grandi scogli Arshet, ed è un’imponente torre a spirale che s’innalza verso la luna.

- Glael o della solitudine: guardiano della luce. Il suo tempio è situato nella Terra del Sole, tra i monti di Rondal, ed è composto da imponenti cupole d'oro che riflettono il sole. A differenza degli altri guardiani, Glael non possiede un corpo, stando alle sue parole sembra averlo perduto tempo addietro. Egli prova infatti tristezza, per non avere più un corpo con cui sentire i sensi come gli altri. Cerca di impossessarsi del corpo di Laio, e in cambio lascerà la pietra a Nihal, ma questa riesce a fargli cambiare idea.

- Thoolan o dell'oblio: guardiana del tempo. Il suo tempio è situato nella Terra dei Giorni, nelle Propaggini del Grande Deserto. Ha l'aspetto di una donna molto anziana con profondi occhi blu. Il suo tempio è un palazzo di forma cubica, dall'aspetto astratto. Thoolan è la guardiana che ha più a cuore i mezzelfi, proponendo infine a Nihal, di dimorare nel suo tempio, lontana dallo scorrere del tempo e dalle sofferenze del mondo. Nihal inizialmente rifiuta, poiché molte persone hanno bisogno di lei nel Mondo Emerso. Nelle Storie Dimenticate, Nihal tornata in vita, decide di tornare alla ricerca del suo tempio, per accettare quell'invito che Thoolan le fece tempo fa.

- Goriar o della colpa: ha l'aspetto di un uomo pallido. Il suo tempio è situato nella Terra della Notte che è una caverna scavata nel terreno avvolta da fitte piante.

- Flaren o del destino: guardiano del fuoco al servizio di Thenaar. Ha l'aspetto di un bellissimo giovane uomo avvolto dalle fiamme. Il suo tempio è un vulcano situato al centro di un lago, nelle Terre del Fuoco vicino Thal, il Padre dei Monti.

- Tarephen o della lotta: guardiano che dimora nella Terra delle Rocce a Dares. Il suo aspetto è di un essere simile a un giovane satiro asessuato che impugna un bastone con una sfera incastonata sulla cima. Si mostra come il guardiano d’indole più dispettosa, mettendo alla prova Nihal mandandogli contro due Golem, dichiarando che si annoia. Il suo tempio è una collinetta cava con un’entrata che porta all'interno.

- Mawas o del Sacrificio: guardiano della pietra situata nella Terra del Vento. Si rivela essere infine Phos, il vecchio amico folletto di Nihal. La pietra che custodisce è in realtà, il cuore del Padre della Foresta. Phos è l'unico attualmente dei Guardiani delle Pietre, a non essere impazzito, quando Nihal infranse la pietra del Talismano del Potere.

## Razze

### Draghi
I draghi sono una razza ampiamente ramificata del Mondo Emerso. Creature insolitamente sensibili e intelligenti, sono anche molto possenti, capaci di volare e sputare fuoco, di solito hanno la pelle verde. Perciò i comuni draghi del Mondo Emerso sono allevati e addestrati come cavalcature da battaglia dall'Ordine dei Cavalieri di drago della Terra del Sole. I cavalieri stringono sovente un legame molto forte con i rispettivi draghi.
Molto simili ai draghi comuni, ma col corpo più piccolo e affusolato, sono i draghi azzurri, che vivono nella Terra del Mare e sono allevati come cavalcature da battaglia dall'Ordine dei Cavalieri di drago azzurro.
I draghi neri sono una razza generata tramite innesti e sortilegi oscuri dal Tiranno, che li utilizza come cavalcature per i suoi campioni. Hanno la pelle più scura dei draghi comuni, ma sanno anch'essi volare, sputare fuoco e lottare, in più paiono essere più grossi e più forti dei loro simili.
I draghi di terra, o Makhtahar, abitano nelle Terre Ignote, al di là del fiume Saar. Diversamente dai draghi del Mondo Emerso, questi hanno un paio di alette inutili per volare e non si lasciano addomesticare, convivendo comunque pacificamente con il popolo delle Terre Ignote, che li venera come divinità. Loro affini, ma più piccoli e docili, sono i kagua, che gli Huyé tengono come animali domestici e cavalcature.
Sono infine presenti anche le viverne: descritte come più scure dei draghi normali e con zampe anteriori assenti, abitano le Terre Ignote e sono usate come cavalcature dagli elfi.

### Elfi
Gli elfi sono stati tra i primi abitatori del Mondo Emerso, ma lo hanno abbandonato secoli prima degli eventi delle Cronache, per tentarne la riconquista in Leggende del Mondo Emerso. Hanno capelli verdi e le orecchie a punta e come i Mezzelfi hanno gli occhi viola. Per la memoria popolare del Mondo Emerso, gli elfi erano pacifici e vivevano in armonia con la natura, ma quando essi appaiono direttamente nella saga si rivelano in buona parte bellicosi e spietati, che reputano le altre razze inferiori e le accusano di averli derubati della terra. Nelle Leggende, le Ninfe che sono una delle razze più antiche del mondo emerso, rivelano che secoli fa, un morbo aveva rischiato di sterminare gli elfi. Essi commisero dei massacri fra le ninfe quando scoprirono che il loro sangue era il solo antidoto che poteva curarli, senza nessuna possibilità di dialogo o di richiesta. Sempre nelle Leggende, con la conclusione della guerra, la terra del vento viene occupata dagli Elfi che cessano ogni ostilità vivendo infine in pace con le altre razze.

### Fammin
I fammin sono una razza di guerrieri bestiali, creata dal Tiranno tramite crudeli esperimenti di magia proibita per costituirsi un esercito. Di forma umanoide, hanno il corpo tozzo ricoperto di pelliccia rossastra, lunghi artigli e zanne affilate. Sono combattenti di spietata ferocia, con l'eccezione di alcuni, denominati "errati", che conservano sentimenti di pena per le proprie vittime, ma sono costretti anch'essi all'obbedienza incondizionata al Tiranno e ai suoi maghi come tutti gli altri.
La maggior parte dei fammin viene sterminata alla caduta del Tiranno, alla fine del Talismano del Potere. La razza tuttavia sopravvive, sia pure in situazione di miseria.

### Folletti
I folletti sono piccole creature alate, che abitano nelle foreste del Mondo Emerso. Timidi e sfuggenti, già nel primo libro viene detto che essi rischiano la sopravvivenza a causa delle devastazioni operate dalle armate del Tiranno, che non si fermano neppure davanti ai Padri della Foresta, gli spiriti in forma di enormi alberi che custodiscono la vita delle foreste stesse.

### Gnomi
Gli gnomi sono la razza predominante nelle Terre del Fuoco e delle Rocce, ma vi sono svariate comunità gnomiche anche in altre parti del Mondo Emerso. Più minuti e longevi degli umani, sono considerati fieri e guerreschi. I maschi curano lunghe barbe, mentre le femmine sono considerate particolarmente belle anche dagli umani.

### Huyé
Gli huyé sono una razza originata dall'incrocio tra elfi e gnomi. Sono di corporatura minuta, con barbe verdi e orecchie a punta. Abitano nelle Terre Ignote e sono più semplici e pacifici dei popoli del Mondo Emerso.

### Mezzelfi
I mezzelfi sono gli abitanti della Terra dei Giorni, la quale però all'inizio del ciclo delle Cronache del Mondo Emerso appare in rovina e spopolata da lungo tempo, tanto che Nihal, la protagonista, è ritenuta l'ultimo mezzelfo del Mondo Emerso. Nati dall'incrocio tra la razza elfica e quella umana, svilupparono caratteristiche fisionomiche loro proprie: le orecchie a punta e gli occhi viola sono caratteristiche elfiche, ma non i capelli blu (gli elfi li hanno verdi), e le proporzioni sono più simili a quelle umane. Gli elfi emigrarono dal Mondo Emerso secoli addietro e maturarono negli anni un forte risentimento contro le razze che rimasero indietro, inclusi i mezzelfi, accusandoli di averli derubati della terra. Eppure i mezzelfi erano i loro parenti più prossimi, mantenendo anche alcune loro tradizioni e venerando gli stessi dei, come ad esempio Shevraar, dio del fuoco e della guerra. Si insediarono nella Terra dei Giorni e costituirono un regno autonomo, con capitale Seferdi la Bianca, una metropoli ricca e prospera, importante centro di studi, in particolare l'astronomia. Nonostante fossero di indole pacifica, i mezzelfi erano piuttosto ostili ai contatti con le altre razze, punivano molto severamente i matrimoni misti e a un certo punto espulsero dal paese tutti i maghi. Nel fumetto: Il viaggio di Nihal, viene lasciata traccia che altri mezzelfi siano scampati allo sterminio del Tiranno e che abbiano trovato rifugio in un luogo segreto.

### Ninfe
Le ninfe sono una delle razze più antiche del Mondo Emerso, abitanti della Marca dei Boschi. Sono esseri leggiadri e dal corpo sottile; sembrano formate di acqua pura e i loro capelli sono trasparenti e lunghi. Possiedono una grande magia, ragione per cui sono oggetto delle brame delle altre razze.

### Umani
Gli umani sono la razza predominante nelle Terre del Vento, del Mare, del Sole e della Notte, mentre si dividono la Terra dell'Acqua con le ninfe. Inoltre sono umani anche gli abitanti di Zalenia e dei Domini del Sud, al di là del Mondo Emerso.

## Cronache del Mondo Emerso

### Aires
Aires è la figlia del capitano pirata Rool e ufficiale della sua ciurma. Descritta come donna combattiva e particolarmente attraente, è l'amante dell'ex-cacciatore di pirati Benares. Compare in La missione di Sennar, in cui, per una ricompensa di un milione di dinar, accetta di traghettare il giovane mago Sennar fino all'ingresso del leggendario Mondo Sommerso, pensando in realtà di intascare i soldi e sbarazzarsi di lui strada facendo. Ma Sennar impressiona fortemente i pirati proteggendo con i suoi incantesimi la nave da una burrasca e un mostro marino, sicché Aires decide di tener fede all'impegno. Della sua amicizia con il mago si ingelosisce Benares, il compagno di Aires, che, al momento di lasciare andare Sennar verso il vortice marino che costituisce l'entrata per il Mondo Sommerso, sabota la scialuppa del mago, che quindi affonda. Credendo Sennar annegato, Aires prima caccia Benares, successivamente si separa dalla ciurma del padre e decide di prendere parte alla guerra contro il Tiranno. Riappare quindi in Il Talismano del Potere come leader della resistenza nella Terra del Fuoco, ove nuovamente aiuta Sennar e Nihal nella loro missione. Nella battaglia finale contro il Tiranno, Aires guida i suoi ribelli contro la Rocca e affronta in combattimento i due Cavalieri di drago nero Semeion e Dameion.
Nella Setta degli assassini si viene a sapere che Aires, dopo la caduta del Tiranno, è diventata regina della Terra del Fuoco. In seno al Consiglio dei Re parteggia per il vecchio Ido contro le ambizioni del re Dohor, il quale però riesce a farli espellere con false accuse di tradimento. Aires viene eliminata dalla Gilda degli Assassini su mandato di Dohor, che fa invadere la Terra del Fuoco.

### Aster
Aster, meglio noto come il Tiranno, è l'antagonista principale della trilogia delle Cronache. Inizialmente di lui viene detto solamente che sia un ex-Consigliere e il mago più potente del Mondo Emerso, che attraverso la sua conoscenza nelle magie proibite è riuscito a crearsi una vasta armata e una imponente roccaforte, dalla quale organizza la sua guerra per assoggettare il Mondo Emerso. Per il resto è un personaggio molto misterioso e solo nel finale del Talismano del Potere vengono rivelati, oltre al suo nome, la sua storia e la sua natura.
Come raccontato da lui stesso alla fine del Talismano del Potere, Aster è figlio di un umano e una mezzelfa della Terra dei Giorni. Le unioni miste sono condannate nel suo paese, per cui il padre viene messo a morte e la madre marchiata a fuoco e successivamente cacciata nella vicina Terra della Notte assieme al figlio. Anni dopo la donna rimane uccisa nel corso di uno dei conflitti per il potere tra i nobili della Terra della Notte. Aster dimostra presto di essere estremamente dotato nelle arti magiche e, ancora giovanissimo, accede al Consiglio dei Maghi e ne viene eletto Capo. Studia intensamente la magia e la storia e cerca di trovare una soluzione ai continui conflitti che insanguinano il Mondo Emerso. Ciò gli procura l'ostilità dei re e dei Consiglieri, gelosi dei loro privilegi. Si innamora di un'altra Consigliera, la maga gnomica Reis, ma la ferma opposizione del padre di lei, il Consigliere Oren, rompe la loro relazione: Reis si fa persuadere di essere stata sedotta con l'inganno e rinnega l'amore per Aster e su quest'ultimo Oren impone un sigillo magico, che gli dà l'aspetto di un bambino per il resto dei suoi giorni, infine lo trascina davanti al Consiglio accusandolo di tradimento, e lo fa condannare a morte. In Aster si radica la convinzione che per il Mondo Emerso non sia possibile alcuna redenzione: le sue creature sono maledette a odiare e infliggersi vicendevolmente sofferenza senza posa, per cui l'unica soluzione agli occhi di Aster, per estinguere il male e il dolore, è lo sterminio di ogni forma di vita senziente, inclusa la propria.
Fuggito dal Consiglio, Aster riunisce attorno a sé regnanti deposti e nobili assetati di potere e costituisce un esercito. I fammin, guerrieri dalle fattezze e dalla ferocia bestiale, da lui stesso generati con la magia, sono il nerbo delle sue forze armate e al loro comando si trovano dei campioni dotati di corazze e armi magiche a cavallo di draghi neri, anch'essi frutto della sua magia. Aster occupa quindi Enawar, la sede del Consiglio dei Maghi, ed erige al suo posto un'enorme roccaforte nera, la Rocca, nella quale si insedia. Indi i suoi eserciti iniziano a conquistare uno dopo l'altro i regni del Mondo Emerso, seminando orrore e devastazione. Ormai lo si conosce solo come "il Tiranno". Alla fine della trilogia, ad almeno quarantacinque anni dalla sua ascesa, il Tiranno è padrone incontrastato di tutto il Mondo Emerso eccetto la Terra del Mare e la Terra del Sole, che resistono a fatica con il sostegno del Mondo Sommerso.
Avvertito da una profezia che un giorno un membro del suo popolo lo ostacolerà, il Tiranno ordina il genocidio dei mezzelfi della Terra dei Giorni. Sfugge però una bambina, Nihal, che si voterà alla vendetta contro di lui. Ella si rivela essere la Sheireen, la guerriera consacrata al dio della guerra Shevrar, destinata a conquistare un potente talismano magico, che spezza la magia del Tiranno e lo uccide alla fine del terzo libro delle Cronache, salvando il Mondo Emerso.
Ancora nei cicli successivi alle Cronache (Guerre e Leggende del Mondo Emerso), il periodo di predominio di Aster è ricordato come un'era particolarmente oscura e brutale e il suo ricordo aleggia sugli abitanti del Mondo Emerso, che lo ritengono il mago più potente della storia. Sorge un vero e proprio culto della sua persona, identificata come inviato divino di Thenaar, culto poi scomparso assieme alla setta che lo pratica in Un nuovo regno.
Nella trilogia delle Leggende del Mondo Emerso viene svelato che Aster fosse un Marvash ("Distruttore"), una creatura della mitologia elfica, che, incarnazione di un'antica e maligna divinità, si manifesta ciclicamente nel Mondo Emerso per portare morte e devastazione, contrastati da figure a essi contrapposte, le cosiddette Sheireen ("Consacrate"). Però a differenza di San e Amhal, gli altri due Marvash che compaiono nella saga, Aster non sembra avere dentro di sé un lato oscuro che lo spinge alla violenza e cerca di prendere il controllo su di lui, né i suoi poteri magici appaiono limitati alle sole formule proibite atte a creare distruzione; Aster non si renderà quindi mai conto della sua natura di distruttore, assecondandola inconsciamente. L'obbiettivo di Aster infatti era di salvare il Mondo Emerso, ma inconsapevolmente la sua natura di Marvash lo stava spingendo unicamente a distruggerlo.

### Astrea
Astrea è una ninfa, regina della Terra dell'Acqua e moglie di re Galla. Muore per mano di Deinoforo nel corso del libro, La missione di Sennar, nel tentativo di salvare la sua Terra, erigendo una barriera assieme ad altre ninfe. Dopo la sua morte, Theris diverrà il braccio destro di re Galla.

### Debar
Debar, meglio conosciuto come Deinoforo, è un Cavaliere di Drago Nero, che indossa una vistosa armatura rossa e comandante delle truppe del Tiranno che invadono la Terra dell'Acqua. In precedenza era un giovane militare dell'esercito delle Terre Libere, ma, a causa di pretestuose accuse di tradimento, la sua famiglia fu messa a morte, e lui, per disperazione, cambiò bandiera e nome. Sul campo di battaglia Ido si batte con lui a duello e riuscendo a mozzargli un braccio, perdendo però un occhio. Nella decisiva Battaglia d'Inverno, Deinoforo si erge a difesa della Rocca, e viene nuovamente fronteggiato da Ido, il quale lo sconfigge e uccide.

### Dohor
Dohor appare per la prima volta in Il talismano del potere come giovane allievo dell'Accademia dei Cavalieri di Drago. Viene descritto come attraente, con capelli biondo chiarissimo, quasi bianco, occhi azzurri anch'essi molto chiari. Rampollo di un nobile della Terra del Sole, è orgoglioso, arrogante e vendicativo, e contesta apertamente la scelta del cavaliere Ido di non farlo partecipare alla prossima battaglia campale contro l'esercito del Tiranno, al che lo gnomo, per infliggergli una lezione, lo sfida a dimostrare le sue capacità di combattimento e lo batte, umiliandolo davanti all'intera Accademia. Dohor non gli perdonerà mai questo affronto.
In età adulta Dohor si sposa con la regina della Terra del Sole, Sulana, e diventa così sovrano della più ricca delle Otto Terre. Assetato di maggior potere, esautora completamente la moglie dalle funzioni di governo, monopolizza il Consiglio e, tramite intrighi, ne fa espellere o liquidare gli oppositori, infine si annette la Grande Terra e insedia dei re fantocci sulle Terre dei Giorni, della Notte, delle Rocce, del Fuoco e del Vento. Mantiene un instabile controllo su questo vasto impero col pugno di ferro, reprimendo nel sangue l'opposizione anche in seno alla sua famiglia. Ai suoi piani resiste a fatica l'Alleanza delle Acque, animata dal vecchio Ido. Ha invece un valido alleato segreto in Yeshol, capo della Gilda degli Assassini. Questa, assieme a Dohor, costituisce il maggiore antagonista nella trilogia delle Guerre del Mondo Emerso.
Dohor e Sulana si odiano, tanto che il re, per avere un erede dopo la morte del suo primo figlio per febbre rossa, usa violenza alla moglie per ingravidarla una seconda volta. Il secondo figlio, Learco, viene educato per essere un guerriero spietato come il padre, ma si rivela caratterialmente il suo esatto opposto, e Dohor non perderà occasione per rinfacciarglielo. Quando Learco viene coinvolto con la sua amante Dubhe in una cospirazione ai suoi danni, Dohor non esita a consegnarlo alla Gilda degli Assassini, perché sia ucciso, ignorando che Yeshol, credendosi in procinto di realizzare il suo principale obiettivo, medita di sbarazzarsi anche di Dohor. Leacro ripudia il padre e finalmente ogni legame con lui viene reciso, avendo compreso che Dohor è solo un uomo come tanti e che l'apparente potere assoluto che dimostra è solo un'illusione. Alla Casa della Gilda però i suoi piani vengono sventati da un gruppetto di eroi capitanati dal vecchio Ido. Con quest'ultimo Dohor si batte a duello per risolvere la loro vecchia contesa una volta per tutte e finisce ucciso, ma anche Ido, stremato dalle ferite e dalla fatica, spira subito dopo. Learco, salito al trono della Terra del Sole, rinuncerà a tutte le conquiste del padre e restaurerà la pace nel Mondo Emerso. Dohor sarà ricordato unicamente come uno spregevole tiranno.

### Dola
Dola è un principe gnomo della Terra del Fuoco, figlio di Moli e fratello minore di Ido. Il loro nonno Daeb era re della Terra del Fuoco, ma dopo il suo assassinio il suo figlio ed erede Moli fuggì in esilio, portando con sé Ido e Dola. Dola, figlio secondogenito di Moli, cresce all'ombra di Ido, valoroso Cavaliere di drago, nel quale si riversano le maggiori aspettative del padre. Grazie a un patto con il Tiranno l'ambizione di Moli si realizza, ma, in cambio i suoi figli diventano generali delle truppe del Tiranno macchiandosi di diversi crimini, fra cui lo sterminio dei mezzelfi. Mentre Ido, disgustato dal massacro, fugge e ritorna fra i Cavalieri di drago a combattere per le Terre Libere, Dola resta fedele al Tiranno, il quale fa di lui uno dei guerrieri più forti e temuti del Mondo Emerso: gli consegna un drago nero e una corazza stregata, e, con formule proibite, moltiplica le sue forze. Dola non esita neppure ad assassinare il proprio padre Moli e sottrargli il trono, continuando a governare in nome del Tiranno i domini a lui assoggettati. Nel primo libro quindi Dola appare come Cavaliere di drago nero, in testa alla direttrice d'invasione della Terra del Vento, espugna senza difficoltà la torre di Salazar, la incendia, dove muoiono parte dei prigionieri, e riducendo in schiavitù i rimanenti. Quando Nihal, divenuta Cavaliere di drago, lo rincontra anni dopo sul fronte della Terra dell'Acqua, giura quindi di vendicare il massacro. Grazie a una formula proibita suggeritale da un ex-sostenitore del Tiranno riesce a contrastare i sortilegi che proteggono Dola e a uccidere il suo drago nero, ma solo il provvidenziale aiuto di un Padre della Foresta le permette di aver ragione dell'avversario al termine di un estenuante duello. Dola viene fatto prigioniero dall'esercito delle Terre Libere, condannato a morte, e decapitato.

### Eleusi
Eleusi è una giovane donna che vive sola con il figlio Jona, poiché suo marito si trova al fronte per combattere contro il Tiranno. È una guaritrice, e sa mettere i punti alle ferite, benché non sia sacerdotessa. Ospiterà Nihal per tre mesi, quando questa viene inviata in licenza da Ido. In questo periodo Nihal scoprirà il suo lato femminile, e alla fine dovrà scegliere tra una vita passata ad accudire figli, e una vita passata a combattere per il destino del Mondo Emerso. La sua scelta sarà quella di tornare a combattere. Elusi rimarrà delusa e non si degnerà nemmeno da salutarla quando Nihal ripartirà.

### Fen
Fen è un valente e affascinante Cavaliere di drago, generale della Terra del Sole. Il suo drago si chiama Gaart. La quattordicenne Nihal si innamora a prima vista di Fen, ma disperatamente, perché lui è il compagno della maga Soana, maestra della stessa Nihal e di Sennar, e nota a malapena le sue attenzioni. Tuttavia si offre come insegnante di combattimento della ragazza e più tardi la raccomanda al Generale Supremo, affinché possa accedere all'Accademia e diventare pure lei un Cavaliere di drago. Fen e il suo drago rimangono uccisi in battaglia, e il Tiranno evoca i loro fantasmi perché combattano per lui, prima che, grazie alla magia, i due vengano rispediti nell'aldilà definitivamente proprio da Nihal. 

### Galla
Galla. Sovrano della Terra dell'Acqua, marito della ninfa Astrea. Morirà in battaglia per mano di Deinoforo, nel tentativo di vendicare sua moglie.

### Ido
Ido ricopre il ruolo di mentore della protagonista Nihal nel primo ciclo della saga, Cronache del Mondo Emerso, e di capo della resistenza nella seconda, Le guerre del Mondo Emerso, facendo infine alcune apparizioni in Le leggende del Mondo Emerso. Ido è uno gnomo, principe della Terra del Fuoco e valente Cavaliere di Drago. Porta una lunga barba, intrecciata e decorata secondo la moda del suo popolo, e fuma spesso la pipa. Il suo drago si chiama Vesa. È descritto come un guerriero con una vasta esperienza e un forte senso dell'onore, ma anche numerosi rimorsi per gli sbagli commessi. Ha un carattere leale e paterno, ma anche fiero e testardo, e ciò lo porta più volte in conflitto con altri personaggi, come Nihal. A quest'ultima, col passare del tempo, si affeziona in particolar modo.
Ido e suo fratello minore Dola sono figli di Moli, il deposto re gnomico della Terra del Fuoco. Quest'ultimo, volendo recuperare il trono a tutti i costi, fa addestrare il figlio primogenito come Cavaliere di drago e poi vende i servigi di entrambi i suoi figli al Tiranno, che li fa combattere in testa alle sue armate. Dapprima rissoso e arrogante, Ido combatte con entusiasmo le guerre del Tiranno e incide il suo giuramento di fedeltà sulla sua spada, rimane però sconvolto alla vista della strage dei mezzelfi ordinata dal Tiranno, il quale peraltro ha nel frattempo fatto assassinare Moli per sostituirlo con il più leale Dola. Ido si consegna al Consiglio e ottiene l'occasione di riscattarsi combattendo con l'esercito delle Terre Libere. I suoi trascorsi però lo rendono inviso al Supremo generale Raven. Quest'ultimo a un certo punto gli affida l'addestramento della giovane mezzelfa Nihal a Cavaliere di drago e il loro rapporto, dapprima molto turbolento a causa della testardaggine di entrambi, diventa col tempo molto caloroso, tanto che lo gnomo diventa per Nihal un secondo padre. Sul campo Ido diventa generale e durante la decisiva Battaglia d'Inverno (alla fine del Talismano del Potere) uccide in duello Deinoforo, un Cavaliere di drago nero che in un precedente combattimento lo aveva accecato di un occhio. Dopo la vittoria viene proclamato nuovo Supremo generale dell'Ordine dei Cavalieri di drago.
Nelle Guerre del Mondo Emerso Ido, benché ormai ultracentenario, anima la resistenza ai piani di dominio mondiale di Dohor, il brutale re della Terra del Sole, col quale Ido ha una vecchia contesa in sospeso, avendolo umiliato pubblicamente da giovane. Ha avuto anche una relazione con la maga Soana, che però è morta di malattia qualche anno prima dell'inizio della trilogia. Scoperti i piani della Gilda degli Assassini, alleata segretamente con Dohor, Ido si reca a Salazar per salvare San, il giovane nipote di Nihal, che la Gilda vuole rapire. Portato il ragazzino al sicuro nel Mondo Sommerso, San però, ansioso di vendicare l'uccisione dei genitori, scappa direttamente alla sede della Gilda. Ido, assieme a un gruppetto di combattenti, gli corre dietro e dà avvio a un attacco disperato alla base nemica, che viene rasa al suolo. La Gilda viene sconfitta, San liberato e Ido trafigge a morte il suo vecchio nemico Dohor, ma, stremato, spira subito dopo non potendo mantenere la promessa di tornare da San. Learco, divenuto re, gli attribuirà un funerale da guerriero. Ido sarà ricordato negli anni a venire come uno dei grandi eroi che salvò il Mondo Emerso. Il castello di Learco sarà tappezzato da arazzi che lo raffigurano nella lotta contro la Gilda degli Assassini. Purtroppo il suo ricordo tormenterà San per gli anni a venire, ossessionato dal trovare un incantesimo di riportarlo in vita.

### Laio
Laio è uno degli amici della protagonista Nihal. Viene descritto come un ragazzo paffuto, con riccioli biondi e l'aria innocente di un bambino, benché sia più giovane di Nihal solo di poco. Nihal conosce Laio a Makrat, all'Accademia dei Cavalieri di drago, quando entrambi sono ancora allievi. Laio è originario della Terra della Notte, che da tempo è stata assoggettata dal Tiranno, per cui il padre si è trasferito con lui nella Terra del Sole. La madre di Laio è morta, mentre il padre, Pewar, è un uomo freddo e autoritario, nonché un ricco e glorioso generale dei Cavalieri di drago, ed è infatti lui che costringe il figlio a frequentare l'Accademia, desiderando che percorra la sua stessa carriera. Ma per Laio, anima sensibile e innocente, la vita militare è insopportabile, per cui a un certo punto fugge e prende a girovagare per le Terre Libere vivendo alla giornata, sperimentando svariati mestieri, come quello di menestrello. Rintracciato dall'amica Nihal (che nel frattempo è riuscita a ricevere l'investitura a Cavaliere) in un bosco, ove era stato fatto prigioniero da dei predoni, viene riportato indietro e diventa suo scudiero. Per Pewar questo è un affronto, per cui convoca il figlio alla sua villa per costringerlo a riprendere l'addestramento a Cavaliere di drago: Laio viene insultato e umiliato e infine sottoposto a una prova di forza, nella quale dovrebbe uccidere un soldato al servizio del padre, ma si rifiuta e abbandona la villa. Nel terzo libro della trilogia, Nihal e il suo amico Sennar partono alla ricerca delle otto pietre del Talismano del Potere e Laio, scudiero di Nihal, decide di accompagnarli. Ma nel terzo santuario, Glael, spirito della luce, si impossessa del suo corpo per evadere nel mondo, prima che venga persuasa da Sennar a lasciarlo libero. Nihal conclude allora che il viaggio sia troppo pericoloso per Laio e lo lascia indietro in un accampamento. Il ragazzo decide di seguirli lo stesso, ma viene catturato dai guerrieri del Tiranno. Laio viene ferocemente torturato, ma riesce a mantenere segreto lo scopo della missione di Nihal, e la sua perseveranza a voler proteggere gli amici suscita l'impressione di Vrašta, il fammin incaricato di mantenere in vita il prigioniero. Vrašta diventa amico di Laio e comprende di essere un "errato" (un fammin cioè che prova pena all'idea di uccidere, benché sia questo lo scopo principale per cui il Tiranno ha creato la loro razza), e lo aiuta a fuggire e ricongiungersi con i suoi amici. Visto però che nemmeno gli "errati" possono rifiutarsi di obbedire agli ordini del Tiranno e dei suoi stregoni, Vrašta si fa uccidere da Nihal, affinché non possa essere costretto a rivoltarsi contro l'amico. Altri fammin intanto lo avevano seguito, e nel successivo combattimento anche Laio, per la prima volta, uccide, ma nello scontro viene ferito da una lama avvelenata. Dopo pochi giorni di inutili tentativi di guarirlo da parte di Sennar, Laio esprime il suo ultimo desiderio (abbracciare Nihal, la sua migliore amica) e spira. Viene seppellito nella Terra della Notte con una ciocca di capelli di Nihal tra le mani. Dopo la caduta del Tiranno, Nihal si reca alla sua tomba depositando l'armatura che Laio tante volte le aveva sistemato prima di una battaglia.

### Livon
Livon è uno dei personaggi principali di Nihal della terra del vento, primo libro della saga delle Cronache del Mondo Emerso. Vive e lavora a Salazar, la città-torre principale della Terra del Vento, uno dei fabbri più abili e ricercati del Mondo Emerso. Rimasto orfano, riuscì, con il suo lavoro, a mantenere sé e la sua sorella minore Soana. Da ragazza però Soana lasciò Salazar per diventare maga come allieva della gnoma Reis, scelta che a Livon non piacque e per la quale i loro rapporti si deteriorarono. Fu però proprio Soana che in seguito gli affidò una bambina in fasce, trovata come unica superstite in un campo di profughi mezzelfi fatti sterminare dal Tiranno. Livon la crebbe quindi col nome di Nihal, come figlia propria e sottacendole la tragica verità sulle sue origini. Nihal cresce con un carattere ribelle e testardo, sognando un futuro di grande guerriera, e Livon, pur apprensivo, le insegna i fondamenti del combattimento regalandole un pugnale da lui forgiato, che la ragazza però perde in una sfida con il mago Sennar. Livon si mostra preoccupato, quando Nihal chiede di imparare la magia presso Soana, ma alla fine cede. In seguito fabbrica per lei una spada di cristallo nero (il materiale più resistente del Mondo Emerso) con l'impugnatura a forma di drago, con le ali che formano la guardia, il corpo e la coda l'elsa e la lama che fuoriesce dalle fauci spalancate, inoltre la testa del drago è rielaborata da una lacrima del Padre della Foresta, donata a Nihal dal folletto Phos. Da quest'arma Nihal non si separerà mai. Quando le armate del Tiranno invadono la Terra del Vento e Salazar viene espugnata, Livon cerca di proteggere Nihal e viene quindi ucciso da una coppia di fammin.

### Malerba
Malerba è uno sguattero dell'Accademia dei Cavalieri di drago, uno gnomo dall'aspetto ripugnante, basso e grasso, completamente calvo, una gamba di legno e il corpo deformato e deturpato da cicatrici, infine con la psiche profondamente turbata e snaturata. Nihal è inorridita, quando se lo vede davanti per la prima volta, ma in seguito ne proverà compassione, scoprendo che Malerba è stato ridotto così da diabolici esperimenti di magia nera, coi quali il Tiranno cerca di tramutare i prigionieri in creature funzionali ai suoi scopi. Anche la famiglia di Malerba è scomparsa a causa del Tiranno, e lo gnomo nutre premure per Nihal apparentemente perché lei gli ricorda una figlia.

### Megisto
Megisto è un potente mago che, postosi al servizio del Tiranno, combatté per lui protagonista e autore di diverse stragi, in particolare ai danni delle ninfe della Terra dell'Acqua. Catturato, venne condannato a restare pietrificato per sempre al centro di una foresta della Terra dell'Acqua, solo di notte può assumere forma umana e muoversi, ma sempre trattenuto da catene, impossibilitato ad abbandonare la foresta e a usare la magia se non in minima parte. Megisto afferma che tale punizione gli ha fatto comprendere gli orrori che ha commesso ed è pentito per ciò che ha fatto. Quando Nihal si imbatte in lui, una notte lo trova ormai vecchio e con una lunga barba bianca, ma, nel frattempo, ha recuperato la pace con sé stesso. Dietro forte insistenza della mezzelfo, le svela una formula proibita per contrastare Dola, comandante del Tiranno ritenuto invincibile. Non è risaputo cosa gli sia successo nelle ultime saghe.

### Oarf
Oarf. Drago di Nihal. È un veterano, apparteneva già a un Cavaliere di Drago, morto nella prima battaglia di Nihal, quindi Nihal ha dovuto faticare per farsi accettare, ma poi diventarono inseparabili. Appare in Guerre del Mondo Emerso, diventando drago di Sennar, di Ido per combattere contro Dohor, e infine di San. Accompagnerà San nella casa di suo nonno dopo la morte di Ido. Oarf veglia su San per buona parte della sua vita da eremita, tuttavia San inizia a sviluppare una tendenza all'omicidio e alla sete di sangue, svolgendo certe missioni di cacciatore per procurarsi i soldi per il cibo, mostrando così la sua parte oscura. Oarf non sopporterà questa sua tendenza agli spargimenti di sangue, decidendo infine di abbandonarlo. San, di ritorno dal Mondo Emerso mente, dicendo che Oarf è morto di vecchiaia. Oarf rimarrà dopo questo per lungo tempo nelle terre ignote. Nihal tornata nel mondo dei vivi lo richiama a sé con un incantesimo. Oarf ricomparità, mostrandosi con un aspetto decisamente invecchiato ma dimostrando ancora di sapere combattere, ritornando finalmente insieme a Nihal.

### Ondine
Ondine è una ragazza di Zalenia che Sennar incontra nel secondo libro delle Cronache del Mondo Emerso, dopo essere stato arrestato con l'accusa di essere un abitante del mondo di sopra. S'innamora di Sennar e lo aiuta a ottenere l'incontro con il conte Varen. Nelle Guerre del Mondo Emerso è la contessa della contea di Sakana e ospita Ido e San nel suo palazzo per nasconderli alla Gilda. Nelle leggende del Mondo Emerso non è stato detto che cosa le sia successo.

### Phos
Phos è un folletto e amico di Nihal, alla quale dona una pietra chiamata Lacrima. Capo dei folletti della Foresta della Terra del Vento in cui Nihal compie la sua iniziazione alla magia, in seguito all'attacco e alla conquista della Terra del Vento emigrerà verso la Terra dell'Acqua, e in seguito verso quella del Sole Il folletto è anche il guardiano della pietra Mawas, riportando in vita Nihal, morta dopo la sconfitta di Aster tramite il talismano del potere. Ricompare nelle guerre del Mondo Emerso per consegnare a Sennar il talismano del potere per impedire alla Gilda degli assassini di resuscitare Aster. Si sentirà parlare di lui brevemente nelle leggende del Mondo Emerso. Dopo la riforestazione impartita dal nuovo re Learco, Phos guida i viandanti che si smarriscono nella sua foresta a ritrovare la strada. Ricompare nelle Cronache del Mondo Emerso: le storie perdute. Phos è sempre nella sua foresta, a vegliare sul quel poco che ne rimane del grande padre albero. Nonostante il progetto effettuato in passato da Leacro, di usare la magia per una riforestazione, la foresta non è più protetta dal padre della foresta, venendo consumata dagli insetti e le malattie. Nihal dopo tanto tempo reincontra il suo vecchio amico folletto Phos, domandandogli infine cosa è successo agli spiriti guardiani, che come lui, hanno ceduto una pietra del talismano del potere. Phos risponde che loro ci sono ancora, ma segregati, insieme ai loro templi in un'altra dimensione, dopo che Nihal distrusse la pietra centrale del talismano del potere per tentare di salvare Sennar. Probabilmente gli spiriti guardiani ora sono sperduti o impazziti rammentando, cosa era diventata Ael dell'imperfezione quando incontrò Adhara. Nihal per provare a riattaccare i cocci della sua vita, decide di iniziare un viaggio alla ricerca dei templi per provare a riportali nel Mondo Emerso.

### Raven
Raven è il Supremo Generale dell'Ordine dei Cavalieri di Drago della Terra del Sole, e quindi, il comandante in capo dell'esercito delle Terre Libere in lotta contro il Tiranno. Viene descritto come un uomo altero e superbo, che preferisce stare nella sede dell'Accademia a impartire ordini, lontano dai campi di battaglia. Indossa abiti eleganti e lussuosi e tiene spesso con sé un cagnetto. Raven si oppone duramente, quando Nihal chiede di essere ammessa all'Accademia, perché non si è mai visto una femmina diventare Cavaliere di drago, per cui, per levarsela di torno le impone una prova impossibile: sostenere dieci duelli consecutivi contro allievi dell'Accademia, fra i quali per di più si mescola un mercenario veterano, che tuttavia la mezzelfo riesce a superare. Anche in seguito Raven mette ripetutamente i bastoni fra le ruote a Nihal, assegnandole un maestro sgradito, Ido, del quale Raven parimenti diffida, e un drago, Oarf, che ha appena perduto il suo Cavaliere. Con il tempo però, anche Raven mostra di essere in fondo un buon comandante e ammetterà di aver sbagliato nel suo giudizio su Nihal. Partecipa alla Battaglia d'Inverno e muore facendo da scudo a Nihal.

### Reis
Reis è una maga gnoma, ex-Consigliera e maestra di Soana. In gioventù era bella e orgogliosa ed ebbe una storia d'amore col giovane Consigliere Aster, ma quando il di lei padre, il Consigliere Oren della Terra delle Rocce, la convinse che Aster fosse solo un arrivista interessato al potere, l'altera Reis rinnegò il suo amore e si persuase di essere stata sedotta. Per quanto Aster avesse provato a dimostrarle la sua totale sincerità, lei non gli credette. L'odio che cominciò a nutrire per la propria debolezza deturpò il suo aspetto e la fece invecchiare anzitempo, e quando Aster divenne il Tiranno, lei si promise di distruggerlo. In risposta di ciò, prima di separarsi da Aster, Reiss, gli lanciò una maledizione facendolo rimanere per sempre un bambino di dodici anni affinché nessuna donna potesse più averlo. Quando Soana trovò una bambina in fasce (Nihal), unica superstite dello sterminio dei mezzelfi, Reis scoprì che era destinata a conquistare il Talismano del Potere e abbattere il Tiranno. Affinché la bambina non scegliesse un giorno di rifiutare questo destino, Reis con una maledizione la condannò a essere tormentata nei suoi sogni dagli spiriti delle vittime del Tiranno che invocavano vendetta. Quando alla fine del terzo libro delle Cronache Nihal compie il suo destino e abbatte il Tiranno, Reis, in preda a una gioia delirante, si precipita verso la Rocca, che, crollando, la schiaccia sotto di sé.

### Sennar
Sennar è uno dei personaggi principali delle Cronache del Mondo Emerso (un testo che, nella finzione letteraria, Sennar stesso ha scritto), appare anche nel ciclo successivo, Guerre del Mondo Emerso, e viene ripetutamente menzionato pure in Leggende del Mondo Emerso. È uno dei maghi più potenti della saga (nelle Cronache, solo il Tiranno si mostra essere molto più forte di lui), che nel corso degli anni accumula enormi conoscenze e, sia pure in circostanza eccezionali, si cimenta anche nelle "formule proibite" (la magia oscura nel Mondo Emerso). I suoi testi vengono letti e studiati ad anni di distanza dalla sua scomparsa e lui stesso ricordato come esempio per tutti i maghi più giovani.
Sennar appare per la prima volta in Nihal della Terra del Vento, come ragazzo di quindici anni, alto, magro, con gli occhi azzurri e i capelli rossi. Nato in un accampamento militare nella Terra del Mare, perde il padre in guerra in tenera età. Il suo talento nella magia viene notato dalla maga Soana, che lo prende con sé come allievo. Giovane tranquillo, razionale e ottimista, è persuaso convinto che la magia vada studiata e praticata per preservare la pace nel Mondo Emerso. A Salazar rimane irritato alla vista della tredicenne Nihal, che sogna di diventare un guerriero, per cui la provoca a un duello e, utilizzando la magia, la sconfigge con facilità. Anche Nihal allora si mette in testa di studiare la magia presso Soana (sua zia). I due allievi, dapprima rivali, diventano col tempo buoni amici. Mentre però la ragazza decide poi di diventare Cavaliere di drago, Sennar riuscirà a farsi ammettere al Consiglio dei maghi. Su sua iniziativa parte per un avventuroso viaggio per il misterioso Mondo Sommerso, per ottenere aiuti nella guerra contro il Tiranno, e ivi di lui si innamora la ragazza Ondine. Ma Sennar si rende conto di essere invece innamorato di Nihal, benché il loro ultimo incontro sia stato molto turbolento: la mezzelfa, tormentata da incubi e visioni e sentendosi da lui abbandonata, gli ha sfregiato il volto con la spada. Tornato nel Mondo Emerso, Sennar si unisce a Nihal nella ricerca del Talismano del Potere, l'unica magia in grado di aver ragione del Tiranno. Durante il viaggio confessa i suoi sentimenti e ottiene l'amore della mezzelfa, ma viene lasciato indietro quando, ferito, non riesce più a proseguire. Catturato dai fammin, incontra il Tiranno e viene torturato per rivelare il segreto sulla sua missione. Nihal però fa in tempo ad attivare il Talismano, sconfiggere il Tiranno e liberare il mago. Infine i due si sposano e poco dopo lasciano il Mondo Emerso per vivere in pace nelle Terre Ignote, ove la mezzelfa dà alla luce un figlio di nome Tarik.
Nelle Terre Ignote Sennar continua gli studi della magia. Un giorno però uno spirito da lui evocato si impossessa di lui. La moglie, non trovando altri a cui chiedere, rapisce un giovane mago elfico della vicina città di Nelor e lo costringe a liberare Sennar. Gli elfi si vendicano arrestando l'intera famiglia e Nihal, per lavare l'offesa e ottenere la salvezza del marito e del figlioletto, si suicida pubblicamente nonostante Sennar fosse già pronto ad accetare il verdetto per poter salvare l'amata. Nel vedere Nihal morire, Sennar è sul punto di scatenare tutto il suo potere, causando una strage, ma si ferma, consapevole che anche Tarik sarebbe stato coinvolto. Purtroppo tale esperienza lascia devastati sia Sennar che Tarik. Quest'ultimo a un certo punto abbandona il padre, il quale per contro, nel tentativo ossessivo di riportare in vita Nihal, perde gran parte dei suoi poteri in un fallimentare rituale di magia proibita, nel quale per di più le sue mani rimangono bruciate. Così l'uomo che viene introdotto in Le due guerriere (a più di quarant'anni dalla conclusione degli eventi narrati nelle Cronache) appare invecchiato anzitempo per il dolore ed è diventato scontroso, amareggiato e disilluso dal mondo intero. A fatica si fa convincere a tornare nel Mondo Emerso per contrastare gli antagonisti di turno e accetta come allievo il giovane mago Lonerin. Ciò che fece convincere Sennar, fu che quando evocò li spirito di Nihal, lei gli disse che in futuro il Mondo Emerso avrebbe avuto ancora bisogno di lui. Sennar fa così ritorno nel Mondo Emerso, ritrovando il suo vecchio amico Ido, pronti per la loro ultima battaglia insieme. Scopre con dolore che Tarik è stato ucciso dalla Gilda degli Assassini. Il mago conosce infine suo nipote San il quale gli ricorda molto Nihal. Dopo un penoso viaggio attraverso il Mondo Emerso, nel quale Sennar e Lonerin rintracciano il Talismano del Potere, il vecchio mago partecipa allo scontro finale contro la Gilda degli Assassini, nel quale riesce a liberare la protagonista Dubhe da un sigillo magico e a ricongiungersi con lo spirito dell'amata Nihal, che lo porta con sé nel mondo dei morti.

### Shevrar
Shevrar (o Shevraar, o Thenaar, o Dio nero) è una divinità del Mondo Emerso. È il dio del fuoco e della guerra. Shevrar non appare mai direttamente nella saga, ma numerosi personaggi sostengono di essere legati a lui e di agire in suo nome, fra questi spiccano figure a lui consacrate, le cosiddette Sheireen ("Consacrate"). Shevraar è una della otto divinità maggiori del pantheon del Mondo Emerso, secondo antiche credenze risalenti ai primi padroni della Terra, gli elfi. Lo stesso Mondo Emerso è diviso in otto terre, in ognuna delle quali si trova un santuario dedicato a un diverso elemento naturale, custodito da un diverso spirito, associato a una delle otto divinità. Il santuario di Shevrar si trova nella Terra del Fuoco e lo spirito guardiano si chiama Flaren. Tutti e otto, gli dei hanno abbandonato il Mondo Emerso da moltissimo tempo, ritirandosi in una sorta di elisio chiamato Ehalir. E con l'emigrazione degli elfi anche il loro ricordo ha iniziato a svanire, tanto che quando il nome di Shevrar viene formulato per la prima volta nella saga, in La missione di Sennar, e viene spiegato alla protagonista Nihal che lei è la Sheireen, la "Consacrata" del dio, lei ammette di non averlo mai sentito nominare.
Shevrar è associato, oltre che al fuoco, alla guerra. Ciò gli ha creato una cattiva fama di entità maligna, attorno alla quale sorge un vero e proprio culto di morte, celebrato in segreto da una setta, dalla quale trarrà origine la Gilda degli Assassini (una società segreta che appare nella trilogia delle Guerre del Mondo Emerso, che pratica l'omicidio come forma di glorificazione del dio). Gran parte di chi conosce il suo nome (o quello di Thenaar, col quale ci si riferisce a lui in Guerre del Mondo Emerso) lo identifica quindi con l'odio, ma in effetti questo è solo uno degli aspetti in cui si manifesta il dio, che è terribile e misericordioso al tempo stesso e presiede, oltre che alla distruzione, alla rinascita della vita, tutelando il ciclo naturale. Questo suo aspetto è venerato da un'altra corrente religiosa, che sopravvive ai conflitti e le persecuzioni nella sacerdotessa Theana, la quale in Leggende del Mondo Emerso appare come Suprema Officiante dei Fratelli della Folgore, che hanno restaurato il buon nome della divinità dopo la scomparsa della Gilda degli Assassini.

### Soana
Soana è una maga e Consigliera, sorella minore del fabbro Livon, di Salazar, capitale della Terra del Vento. Descritta come una donna molto attraente, con i capelli scuri ed occhi neri, è l'amante del Cavaliere di drago Fen. Il suo ruolo principale nelle Cronache è quello di mentore nelle arti magiche dei protagonisti Nihal e Sennar, nonché quello di aiutarli sul loro percorso, comunicando, ad esempio, a Nihal la verità sulle sue origini. Per il resto è un personaggio piuttosto enigmatico, che di sé stessa rivela molto poco.
In giovane età Soana scopre il suo talento per la magia e lascia Salazar per studiarla, scelta che il fratello disapprova, tanto più che i loro genitori sono morti di recente. Soana e la sua maestra, Reis, raccolgono una bambina in fasce, unica superstite del popolo dei mezzelfi, sterminato dal Tiranno, e la giovane la affida a Livon, che la chiama Nihal e la cresce come figlia propria. Soana stessa non può restare a Salazar, perché i maghi sono temuti dalla popolazione, ma anche perché, venendo poi investita Consigliera, risulta sgradita al Tiranno, che con la Terra del Vento mantiene una fragile pace. Nihal viene a sapere di avere una zia solo a tredici anni, quando si mette in testa di voler imparare a usare la magia, sicché Soana, dopo una prova di iniziazione, la accetta come allieva, assieme a Sennar, che già studiava con lei da prima. Mentre il ragazzo diverrà uno dei maghi più potenti del Mondo Emerso, Nihal lascia lo studio della magia per diventare Cavaliere di drago. L'impegno di Soana al Consiglio si rivela infruttuoso: il Tiranno infrange la pace e fa invadere la Terra del Vento, e nella presa di Salazar perde la vita Livon. Più tardi anche Fen, il compagno della maga, cade in battaglia, sicché per il resto della saga ella vestirà di nero in segno di lutto. La sua maestra Reis già da tempo era caduta preda della follia, ma ciononostante riesce a persuadere Soana a condurle Nihal, per rivelarle della profezia secondo la quale lei è destinata a rovesciare il Tiranno.
Nelle Guerre del Mondo Emerso viene detto che Soana, dopo che i suoi pupilli Sennar e Nihal hanno lasciato il Mondo Emerso, è diventata l'amante del Supremo Generale Ido. Ella lo accompagna anche nella guerra nella Terra del Fuoco, invasa dai soldati del re Dohor, ove però muore a causa di una malattia.

### Sulana
Sulana è la regina della Terra del Sole, salita sul trono a soli quattordici anni a causa della morte del padre. Appare nelle Cronache del Mondo Emerso, mentre nelle Guerre si racconta la sua infelice fine, avvenuta qualche anno prima dell'inizio della trilogia.
Dopo la fine della guerra col Tiranno, Sulana cede alle insistenze dei suoi ministri e conclude un matrimonio di convenienza con Dohor, un Cavaliere di drago, che però si rivela interessato solo al potere e trascinerà il Mondo Emerso in nuove guerre. Un primo figlio, di nome Learco, muore a soli tre anni di febbre rossa, e Dohor, desiderando un erede a tutti i costi, arriva a violentare la moglie per avere un altro figlio. Sulana non gli perdonerà mai l'oltraggio e proietterà il suo odio anche sul secondo figlio, pure esso chiamato Learco, rifiutandosi anche solo di vederlo. Solo in punto di morte, ammalatasi a sua volta di febbre rossa, Sulana chiama a sé Learco e lo maledice, ordinandogli di vendicarla uccidendo Dohor.

### Vrašta
Vrašta è un fammin incontrato da Laio quando quest'ultimo verrà incarcerato nell'intento di rincorrere Nihal e Sennar per aiutarli nella loro missione. Il fammin dapprima incuriosito, diventa poi grande amico di Laio sviluppando per lui un forte sentimento di amicizia, sentimento insegnatogli proprio da Laio con il quale parlò spesso mentre gli portava da mangiare in cella. Verrà incaricato di far fuggire Laio, seguirlo, e uccidere Nihal e Sennar, tuttavia dopo la fuga con Laio e l'incontro con Sennar e Nihal confessa a quest'ultima la sua missione omicida, e quanto lui non volesse farlo. Dopo aver espresso i propri sentimenti e pensieri, il fammin supplica Nihal di ucciderlo poiché una pattuglia di fammin al loro inseguimento pronunciò il suo nome, e come tutti i fammin una volta udito il loro nome devono ubbidire alla propria missione senza poterlo evitare, lui avrebbe dovuto uccidere i suoi amici. A malincuore, la mezzelfa lo accontenta.

## Le guerre del Mondo Emerso

### Demar
Demar è un assassino; viene inviato a Zalenia, assieme a Fenula (Guardia degli Incantesimi), Tess e Jalo per recuperare San; i suoi compagni saranno uccisi mentre lui finirà prigioniero. Successivamente viene liberato da San, che condurrà alla gilda. Non si sa se sia poi morto nell'attacco finale alla Gilda o se si sia salvato.

### Dubhe
Dubhe è la protagonista della trilogia delle Guerre. Viene introdotta in La setta degli assassini come una ragazza con i capelli castani, di corporatura minuta, ma assai atletica e forte. Nonostante venga più volte descritta come poco graziosa, risulta avere un grande fascino personale, che colpisce svariati altri personaggi in cui si imbatte. Il vecchio mago Sennar, ad esempio, dichiara che ella gli ricorda il suo grande amore Nihal. Con quest'ultima, protagonista del ciclo delle Cronache del Mondo Emerso, Dubhe ha in comune lo spirito combattivo, ma il suo carattere è all'inizio molto più cinico e pragmatico, lottando fondamentalmente solo per la propria sopravvivenza e libertà. Continuamente è portata a confrontarsi con i traumi del suo passato, in particolare l'uccisione accidentale di un compagno di giochi quando ella aveva solo otto anni. Ancora come Nihal, il suo nome è stato preso dall'autrice da quello di una stella, che si chiama, per l'appunto, Dubhe.
Dubhe nasce a Selva, un villaggio di contadini della Terra del Sole. A otto anni la bambina fracassa accidentalmente il cranio a un compagno di giochi nel corso di una baruffa. Per questo viene allontanata da Selva e lasciata morire nella foresta. Viene però trovata e salvata da un misterioso sicario di passaggio, il quale la prende con sé e la addestra, ma, vedendola sconvolta al momento di compiere il suo primo omicidio su commissione, le strappa la promessa di non diventare un'assassina come lui. Col tempo la ragazza si innamora di lui, ma le sue attenzioni non sono ricambiate. Il "Maestro" (il cui vero nome è Sarnek) intanto viene rintracciato da un emissario della Gilda degli Assassini, della quale lui stesso un tempo faceva parte, e questi gli ordina di consegnare loro Dubhe, la quale, a causa dell'omicidio commesso in età infantile, è una "bambina della morte", destinata quindi a glorificare il dio Thenaar con altri omicidi, secondo il credo della setta. Al netto rifiuto del Maestro si accende un combattimento e il Maestro viene ferito, per poi avvelenarsi poco dopo, nella speranza di allontanare le attenzioni della Gilda da Dubhe. Quest'ultima, rimasta sola, utilizzerà l'addestramento appreso per diventare una famigerata ladra. All'inizio della Setta degli assassini, quando lei ha diciassette anni, le viene commissionato un furto in casa di un nobile di Makrat, ma qualcosa va drammaticamente storta, perché durante l'operazione una trappola magica le impone un sigillo. Da questo momento innanzi il sigillo la farà mutare in una pericolosa bestia sanguinaria per intervalli di tempo sempre più lunghi. L'unico modo per evitare di trasformarsi definitivamente sembrano essere dei farmaci magici preparati da Rekla, la Guardia dei Veleni della Gilda degli Assassini, ma in cambio Yeshol, il capo della setta, la costringe a sottomettersi a loro. Dubhe fa però fortunosamente la conoscenza di Lonerin, un giovane mago infiltratosi come spia nella Gilda, col quale fugge. Alla ricerca di un modo per fermare la Gilda degli Assassini, Dubhe affronta un pericoloso viaggio nelle Terre Ignote con Lonerin, alla ricerca del mago Sennar. Quest'ultimo però si rivela impotente e può solo suggerirle di uccidere il re Dohor, l'uomo che le commissionò il furto a Makrat, per avere una possibilità di spezzare il sigillo. Dubhe quindi riparte per Makrat, accompagnata stavolta dalla sacerdotessa Theana. Spacciandosi per schiave, le due ragazze si fanno acquistare dal principe Learco, figlio di Dohor, che le porta con sé a palazzo. Adesso però Dubhe ha dei ripensamenti, perché sente maturare l'amore per il giovane principe. Dohor intanto scopre di una congiura ai suoi danni in cui è coinvolto Learco, lo fa arrestare e lo consegna alla Gilda per farlo uccidere. Dubhe allora, assieme a un gruppetto di combattenti, sferra un attacco disperato alla sede della Gilda degli Assassini, ove dà libero sfogo alla Bestia dentro di lei. Alla fine però, grazie ai maghi Sennar e Theana e al Talismano del Potere, viene liberata dal sigillo. Learco, tratto in salvo, la prende in moglie. Prima dell'incoronazione, Dubhe va a deporre dei fiori nella tomba di Ido, ringranziandolo per avergli mostrato vie nel mondo che non conosceva. Dagli eventi accaduti, si presume che Dubhe sia stata guidata dalla volontà di Thenaar.
Cinquant'anni dopo, nella trilogia delle Leggende, Dubhe riappare come regina della Terra del Sole. Del governo si occupano di più suo marito e suo figlio Neor, mentre lei, sempre memore del suo avventuroso passato, ha dato vita a uno speciale corpo di spie, i "Guardiani-ombra", nel quale entrerà a far parte sua nipote Amina. Learco viene ucciso nel Destino di Adhara da San, mentre gli elfi invadono il Mondo Emerso. Dubhe per combattere i nemici inizia ad assumere la pozione di Rekla che la fa ringiovanire per potenziare i suoi sensi e la sua velocità ma a prezzo che ogni volta che l'effetto finisce, il suo corpo invecchia sempre di più. Dubhe però è disposta a farlo per fermare la marcia degli elfi. Cerca lo scontro decisivo con Kryss, il re degli elfi, e riesce a ferirlo gravemente, ma la pozione esaurisce il suo effetto troppo presto, sicché Kryss la sopraffà e la uccide. Dubhe però riesce a ferire Kryss con un veleno letale che non ha antidoto, e che lo porterà progressivamente alla morte. Dubhe prima di morire spera di ricongiungersi con Leacro nell'aldilà.

### Fenula
Fenula è una Guardia degli Incantesimi nella Gilda degli Assassini; con Demar, Tess e Jalo è mandata in missione a Zalenia, per recuperare San; alla Setta serve infatti il ragazzo, nipote dei leggendari Nihal e Sennar, per ospitare lo spirito di Aster. Durante la missione San fa una magia proibita e uccide Fenula e Tess.

### Filla
Filla è un Assassino della Gilda, inviato assieme all'Assassino semplice Kerav e alla Guardia dei Veleni Rekla nelle Terre Ignote per intercettare Dubhe e Lonerin, in missione per rintracciare il mago Sennar. Filla si mostra insolitamente docile e tranquillo per un Vittorioso, il suo compito principale è infatti bilanciare la ferocia di Rekla, sua maestra, alla quale è molto affezionato. Mentre Kerav perisce per un incantesimo di Lonerin, Filla e Rekla riescono a raggiungere i fuggitivi e li affrontano. Sopraffatto da Lonerin, Filla assiste impotente a come Dubhe, mutatasi nella Bestia, uccide la Guardia dei Veleni; disperato, si getta sul suo corpo, finendo a sua volta dilaniato.

### Folwar
Folwar è un anziano mago del Consiglio delle Acque, maestro di Lonerin e Theana. Benché molto debole e costretto in una sedia a rotelle, gli viene tributato grande rispetto per la vastità delle sue conoscenze. Per i suoi due allievi, entrambi rimasti orfani in tenera età, è un secondo padre.

### Forra
Forra è il figlio illegittimo del padre e predecessore della regina Sulana della Terra del Sole. Quando quest'ultima si sposa con Dohor, Forra viene chiamato a corte e nominato generale. Ottuso e brutale, per la sua lealtà gli viene però affidato dal re Dohor l'addestramento militare di suo figlio, il principe Learco, che l'uomo effettua con la consueta violenza e spietatezza. In Un nuovo regno, Dohor ordina ancora a Forra di schiacciare la congiura di palazzo che coinvolge, tra gli altri, Learco e le schiave Lea e Sanne (che in realtà sono la maga Theana e l'assassina Dubhe). Il generale riesce ad arrestare i congiurati, ma durante un tentativo di evasione viene sorpreso da soldati dell'Alleanza delle Acque, e Dubhe, profittando del momento di confusione, lo affronta in combattimento e lo uccide.

### Jenna
Jenna è un giovane tagliaborse di Makrat, capitale della Terra del Sole. Funge da contatto e confidente della ladra Dubhe, della quale è innamorato, ma non ricambiato. Quando la giovane viene costretta a unirsi alla Gilda degli Assassini, Jenna si mette a cercarla e per tale ragione Yeshol, il capo della Gilda, ordina proprio a Dubhe di eliminarlo. L'incarico è anche una prova di fedeltà alla giovane, e lei decide di non eseguirlo, ordinando a Jenna di scappare e cambiare identità. Solo con l'aiuto di Lonerin Dubhe riuscirà dopo a fuggire dalla Gilda. Non si sa cosa gli sia successo in seguito.

### Learco
Learco appare fugacemente per la prima volta in La setta degli assassini, il primo dei tre romanzi del ciclo delle Guerre del Mondo Emerso, diventando uno dei personaggi principali nei due successivi: Le due guerriere e Un nuovo regno. Appare anche nel ciclo successivo alle Guerre: Le leggende del Mondo Emerso.
Learco è il principe ereditario del regno della Terra del Sole, figlio dei suoi sovrani: Dohor e Sulana. I due avevano già avuto in precedenza un figlio, anch'esso chiamato Learco, che però, ancora bambino, aveva perso la vita per il morbo della febbre rossa. Il re, volendo un erede maschio a tutti i costi, è arrivato a violentare la moglie, perché venisse concepito e messo al mondo un secondo figlio. Questo secondo Learco cresce quindi sotto il peso dei risentimenti di entrambi i genitori, che lo vedono come una copia del loro bambino defunto. Sulana poi proietta su Learco l'odio che prova per il marito, tanto da rifiutarsi anche solo di vedere il secondo figlio, fino a quando, mortalmente malata, lo chiama a sé per maledirlo e ordinargli di vendicarla uccidendo Dohor. Quest'ultimo, dal canto suo, considera il figlio una delusione, perché caratterialmente completamente diverso da lui. Se infatti fisicamente si somigliano molto, venendo entrambi descritti come attraenti, con gli occhi chiari (ma quelli di Learco sono verdi come quelli della madre) e i capelli così biondi da essere quasi bianchi, Dohor è un uomo spietato, avido e privo di scrupoli, mentre Learco è sensibile e detesta la violenza. Sempre più insofferente verso il dispotismo di Dohor, il principe viene avvicinato dal nobile Neor, che cospira per abbattere il re. Dapprima riluttante, Learco decide di sostenere la congiura, dopo essere venuto a sapere che Sanne (alias Dubhe), una schiava della quale si è innamorato, è oppressa da una maledizione che può essere spezzata solo con la morte di Dohor. Il complotto però viene scoperto e represso e Dohor decide di sbarazzarsi del figlio infedele, consegnandolo alla Gilda degli Assassini perché sia messo a morte. Ma gli oppositori di Dohor sferrano un disperato assalto al quartier generale della Gilda e nel combattimento Learco viene tratto in salvo e Dohor trafitto a morte dal suo vecchio nemico Ido. Learco sale al trono della Terra del Sole e prende in moglie Dubhe, che gli darà un figlio di nome Neor. Il suo regno durerà cinquant'anni, durante i quali, prendendo a modello l'antico re mezzelfo Nammen, Learco rende la libertà ai regni assoggettati e restaura la pace nel Mondo Emerso. I suoi sudditi gli affibiano perciò il soprannome "il Giusto".
Nel Destino di Adhara, cinquanta anni dopo la fine degli eventi de Un nuovo regno, giunge a Makrat San. Durante la prigionia nella Gilda degli Assassini, Learco si era impegnato di prendersi cura di San, all'epoca un ragazzino, ma questi era scappato in preda al rimorso, sentendosi responsabile per la morte di Ido. Avendo la responsabilità di ricostruire tutto ciò che è stato distrutto nella guerra, Learco non fu in grado di concentrarsi sulla ricerca di San, a quel tempo, benché inizialmente mandò degli uomini a cercarlo, ma senza ottenere risultati. Sentendosi in colpa, in tutti quegli anni per non essere riuscito a trovarlo, poiché era l'ultimo desiderio di Ido. In ragione di ciò, Learco accoglie San a corte e lo nomina Cavaliere di drago onorario. La verità e Learco avrebbe voluto adottare San, facendolo vivere con lui a corte potendogli ridare così una famiglia. San però è un traditore, in società con il fanatico re degli elfi Kryss, che desidera riconquistare il Mondo Emerso al suo popolo. Si intrufola nella camera da letto reale e rompe una boccetta che semina nell'aria le spore di un morbo stregato. Benché San provi inizialmente una profonda tristezza. La pestilenza colpisce sia Learco che Dubhe, ma solo la seconda riesce a sopravvivere. San riesce anche ad attirare dalla sua parte un giovane Cavaliere di drago, Amhal, e ad indurlo ad uccidere il principe Neor. Infine, dopo la morte in combattimento di Dubhe, alla fine de Gli ultimi eroi, l'eredità di Learco viene raccolta da suo nipote Kalth.

### Lonerin
Lonerin esordisce nella seconda metà de La setta degli assassini, è uno dei personaggi principali dei due romanzi successivi: Le due guerriere e Un nuovo regno. Viene citato anche nella saga successiva alle Guerre, Le Leggende del Mondo Emerso, senza però apparirvi direttamente. Lonerin viene presentato in La setta degli assassini come un giovane di circa diciassette anni, smilzo, con la pelle pallida e i capelli neri. È allievo del vecchio mago e consigliere Folwar, che lui considera come un padre. Somiglia molto al mago Sennar (uno dei personaggi principali delle Cronache del Mondo Emerso, la trilogia antecedente a quella delle Guerre) e infatti considera questi un modello e ne condivide gli ideali riguardo alla necessità di orientare lo studio della magia al conseguimento della pace sul Mondo Emerso. La sua indole tranquilla è però turbata da un odio ossessivo per la Gilda degli Assassini, che lui considera colpevole della morte della madre.

### Neor
Neor è un nobile della corte di Makrat, la capitale della Terra del Sole, cugino del re Dohor e sposato con Sibilla, una dama di compagnia della regina Sulana. Neor è un oppositore della politica aggressiva e bellicosa di Dohor, ragione per cui viene allontanato da Makrat. Anni dopo, in Un nuovo regno, Dohor gli offre il perdono e lui ne approfitta per riavvicinarsi al principe Learco, figlio del re, per coinvolgerlo in una cospirazione atta a detronizzare il despota. Quest'ultimo però viene a saperlo e, durante la cerimonia in cui avrebbe dovuto pronunciare il perdono per Neor, gli taglia la testa, ordinando subito dopo l'arresto degli altri congiurati.

### Rekla
Rekla è la Guardia dei Veleni e una delle più vecchie e fanatiche adepte della Gilda degli Assassini. Nata nella Terra del Mare da una donna che non la voleva, costretta a contrarre un matrimonio riparatore con uomo alcolizzato e violento proprio a seguito del concepimento di Rekla, la bambina ha un'infanzia desolata, fino a quando pone fine all'ennesimo litigio dei genitori accoltellandoli. Convinta di essere dannata, Rekla viene trovata da un Vittorioso, che le insegna il credo di Thenaar e la fa entrare nella Gilda ancora negli anni in cui domina il Tiranno. Ella sposa appieno gli ideali della Gilda e si specializza nella preparazione di pozioni magiche, una delle quali le occorre per mantenere fisico e aspetto giovanili, per quanto, quando appare per la prima volta in La setta degli assassini, abbia circa sessant'anni. La Suprema Guardia affida a Rekla l'addestramento e la sorveglianza della novizia Dubhe, ma la donna, diffidando di lei, non perde occasione per tormentarla, profittando del fatto che solo lei conosce la ricetta della pozione che a Dubhe occorre per tenere a bada la Bestia dentro di lei. Ma quando Dubhe fa la conoscenza di Lonerin, coglie l'occasione per scappare. Rekla viene inviata con altri due Assassini a catturarli, ma nel corso dell'inseguimento attraverso le Terre Ignote Dubhe riesce a disperdere la pozione con la quale la Guardia si manteneva giovane. Nel confronto finale Rekla trova comunque la forza di sopraffare la ragazza, sicché questa dà sfogo alla Bestia dentro di lei, che le permette di spezzare il collo a Rekla.

### San
San appare per la prima volta in Le due guerriere, il secondo libro del secondo ciclo della saga, ed è poi uno dei principali antagonisti nella trilogia successiva, Leggende del Mondo Emerso. La nonna di San, Nihal, era una potente guerriera mezzelfa e suo nonno Sennar un famoso mago umano (i due sono i protagonisti del primo ciclo del Mondo Emerso). Dalla stirpe di Nihal ha ereditato una sfumatura blu nei capelli neri, gli occhi viola e le orecchie lievemente appuntite; in età adulta diventerà molto attraente e carismatico. In più fin dall'infanzia mostra un enorme talento per le arti magiche, paragonato più volte a quello di Aster e Sennar (altri maghi della saga).
San nasce nella Terra del Vento da Tarik, figlio di Nihal e Sennar, e sua moglie Talya, un'umana. L'infanzia è caratterizzata dalla solitudine a causa della sua diversità, inoltre il padre cerca di reprimere i poteri magici di San, detestando la magia e suo padre, il mago Sennar, perché responsabili della morte della madre, Nihal. Sul piccolo San posa gli occhi Yeshol, capo della Gilda degli Assassini, perché, avendo San sangue di mezzelfo, sembra essere il contenitore ideale per lo spirito di Aster il Tiranno, che Yeshol vuole riportare in vita. Due Assassini quindi uccidono i genitori di San e lo rapiscono, ma sulla via del ritorno vengono intercettati dall'anziano Cavaliere di drago Ido, ex-mentore di Nihal, che, con l'aiuto di un potente incantesimo prodotto spontaneamente da San stesso, riesce a trarre in salvo il ragazzino. Ido porta San nel Mondo Sommerso, per proteggerlo dalla Gilda, e gli fa assegnare un maestro di magia, ma il ragazzino reagisce con insofferenza e, stoltamente convinto che i suoi poteri siano già abbastanza grandi, scappa assieme a un emissario della Gilda, volendo affrontare faccia a faccia Yeshol per vendicarsi. Dalla prigionia intervengono a salvarlo un gruppetto di combattenti, che riescono a distruggere la sede della setta, ma nello scontro perde la vita Ido. San, dilaniato dai sensi di colpa, sale su Oarf, il vecchio drago di sua nonna Nihal, e abbandona il Mondo Emerso in favore delle Terre Ignote. Lì rimarrà per cinquant'anni prendendo dimora nella casa dei nonni. In alcuni casi, San torna di nascosto nel Mondo Emerso per fare visita alla tomba di Ido. San trovando i libri di suo nonno Sennar, scopre come tramite un incantesimo, incontrò Nihal fra i due mondi. Ossessionato dal desiderio di rivedere Ido, San prova a fare la stessa cosa, ma tutti i suoi tentativi falliscono.
Nelle Leggende del mondo emerso, San riappare come potente mago e guerriero. Oarf l'ha frattanto abbandonato e San l'ha sostituito con una viverna degli elfi. Infatti, dopo aver a lungo condotto un'esistenza da reietto, divorato dal rimorso per aver provocato la morte di Ido e dal desiderio di uccidere che gli è innato, nelle Terre Ignote San si è associato a Kryss, il figlio del re degli elfi della città di Orva. Poco tempo prima, San, ormai divenuto un mercenario, iniziò a cacciare e uccidere persone su richiesta. Con il passare del tempo, la sua sete di sangue crebbe fino al punto che cominciò a uccidere elfi isolati per puro piacere. Alla fine, venne scoperto dagli elfi, che lo catturarono. San non si difese nemmeno dalle accuse, accettando con indifferenza la condanna a morte, che per lui rappresentava una benedizione e un'opportunità per ricongiungersi ai suoi cari. Tuttavia, Kryss venne a sapere di questo e una notte gli fece visita. Kryss persegue fanaticamente il desiderio di riconquistare il Mondo Emerso al suo popolo, per cui chiede a San di mettere al suo servizio i suoi poteri, in cambio gli promette di riportare in vita Ido con la magia aiutandolo a scappare. Viene infatti fuori che gli straordinari poteri di San derivano dalla sua natura di Marvash, una figura mitologica che appare ciclicamente del Mondo Emerso a portare rovina e distruzione, suscitata da un'antica e maligna divinità chiamata Freithar. Sembra che sia per questo che San, nonostante i suoi poteri fossero superiori a suo nonno Sennar, non sia stato in grado di completare l'incantesimo per vedere Ido tra i due mondi. San perciò ritorna nel Mondo Emerso e, simulando amicizia, si introduce alla corte di Makrat, favorisce la diffusione di una pestilenza portata dagli elfi e con l'inganno corrompe il giovane Cavaliere di drago Amhal, cui rivela di essere anche lui un Marvash. I due sostengono gli invasori elfici e, con i loro poteri congiunti, arrivano a sterminare l'intera popolazione della Terra del Vento. San tutta via, non prova alcun tipo di interesse per la guerra che si è scatenata. Egli desidera solo rivedere Ido, e per arrivare a questo è disposto anche, a distruggere il mondo costruito dagli innumerevoli sacrifici dei suoi nonni. In prossimità della vittoria finale, San costringe Kryss a tener fede alla sua promessa, ma al posto di Ido la magia elfica evoca una mostruosità, che lo sconvolto San fa a pezzi con la spada. Kryss cerca di assoggettarselo con un medaglione stregato, ma con San non attacca e il mezzelfo si rivolta contro gli elfi e ne fa strage. Ferito a morte e conscio della vanità di tutte le sue azioni, San dà sfogo allo spirito maligno del Marvash e fa per scatenare un ultimo letale incantesimo, ma Adhara e Amhal insieme lo bloccano e periscono assieme a lui. Circa cento anni dopo, nelle Storie Perdute, San viene ancora citato nei racconti, Nihal tornata in vita, rimane distrutta nello scoprire che suo nipote era un marvash.

### Sarnek
Sarnek, che Dubhe chiama solo Maestro, è un ex-adepto della Gilda degli Assassini. Innamoratosi di una sacerdotessa della setta, tenta di scappare con lei, ma solo lui riesce ad allontanarsi dalla Casa, mentre la donna rimane uccisa. Divenuto un rinnegato, Sarnek vaga per il Mondo Emerso vivendo come sicario, sempre in fuga dagli emissari della Gilda. Quando uccide un soldato saccheggiatore che aggrediva una bambina, questa comincia a seguirlo. Dapprima restio, Sarnek accetta di prendere con sé la bambina, che si chiama Dubhe, e la addestra, ma quando le fa compiere il suo primo omicidio ha dei ripensamenti e le strappa la promessa di non proseguire su quella via. Per Dubhe il Maestro diventa dapprima un padre, poi, crescendo, si innamora di lui. Rintracciato infine da un Assassino, a Sarnek viene offerto il perdono, se consegna alla Gilda Dubhe, ma lui rifiuta e nel combattimento che ne segue rimane ferito. Comprendendo di non poter mai vivere libero e in pace e non volendo gravare Dubhe del suo medesimo destino, Sarnek avvelena i farmaci che la ragazza utilizza per medicarlo, facendo sì che lei inavvertitamente lo uccida.

### Sherva
Sherva è la Guardia della Palestra della Gilda degli Assassini, addestratore dei Vittoriosi. Figlio di una ninfa e un umano, discriminato in quanto mezzosangue, Sherva ha aderito alla Gilda non per devozione per Thenaar, bensì per diventare il migliore assassino del Mondo Emerso, obiettivo che riterrà realizzato nel momento in cui sarà in grado di uccidere la Suprema Guardia Yeshol. È Sherva che ha rivelato a Dubhe del passaggio segreto per entrare nella stanza dove è rinchiuso lo spirito di Aster. Dubhe aveva capito che lei e Sherva avevano in comune di stare nella Gilda degli Assassini solo per interesse personale e che entrambi non credevano a quel culto e che avevano un proprio obiettivo. In Le due guerriere Sherva viene inviato assieme a un Assassino di nome Leuca nella Terra del Vento, ove uccide Tarik, figlio di Nihal e Sennar, e rapisce San, ma non riesce a portarlo alla Casa, perché sconfitto da Ido (con l'aiuto di San stesso). Degradato per il fallimento, Sherva ottiene da Yeshol l'autorizzazione per affrontare Ido una seconda volta, ma di nuovo l'anziano gnomo lo atterra. Resosi conto di aver buttato via la propria esistenza e di essere stato manipolato tutto il tempo dalla Gilda, Sherva tenta infine di uccidere Yeshol durante l'attacco che Ido, Dubhe, Sennar e Lonerin sferrano alla Casa, ma la Suprema Guardia, ancorché mortalmente ferita, riesce a uccidere Sherva per primo.

### Tarik
Tarik è l'unico figlio di Nihal e Sennar. Nato nelle Terre Ignote, dove i suoi genitori andarono a vivere dopo la sconfitta di Aster, Tarik ha i capelli rossi del padre, ma con un tono scuro che rimanda al blu della madre, la mezzelfa Nihal, gli occhi viola e le orecchie leggermente appuntite, anche questi retaggi della stirpe della madre. A cinque anni viene catturato assieme ai genitori dagli elfi di Nelor, che pretendono una riparazione per degli oltraggi commessi contro il loro popolo da Nihal, e questa, in cambio della libertà del marito e del figlio, si uccide. Tale esperienza segna irrimediabilmente sia lui sia il padre e il loro rapporto col tempo si deteriora sempre di più, finché a quindici anni Tarik decide di abbandonare Sennar e fare ritorno nel Mondo Emerso. Lì sposa un'umana di nome Talya e si trasferisce a Salazar, nella Terra del Vento, ove ai due nasce un figlio di nome San. Questi appare molto dotato nelle arti magiche, ma Tarik, per rancore contro Sennar, gli proibisce di usarle, incoraggiandolo invece a diventare un guerriero come la nonna. Dopo dodici anni di serenità, su San posa gli occhi la Gilda degli Assassini, interessata a utilizzare il ragazzino per un oscuro rituale, sicché due suoi emissari raggiungono la casa di Tarik e rapiscono suo figlio dopo aver ucciso Talya. Tarik rimane pure mortalmente ferito, ma fa in tempo a parlare a Ido, sopraggiunto per proteggere San, che gli comunica il desiderio del padre di riappacificarsi. Tarik, prima di spirare, gli risponde di aver frattanto compreso e perdonato Sennar. Ido poi riesce a salvare San dagli Assassini, anche se non riuscirà a impedirne la caduta.

### Theana
Theana è una giovane sacerdotessa e maga, compagna di studi di Lonerin presso il vecchio mago e consigliere Folwar. Originaria della Marca dei Boschi, Theana ha assistito da piccola al linciaggio del padre, che la folla inferocita aveva scambiato per un adepto della Gilda degli Assassini a causa della sua fede nel dio Thenaar. A seguito di ciò, Theana aderisce a sua volta al culto di Thenaar professato dal padre, quello che venera l'aspetto di creatore di nuova vita della divinità, in contrasto col culto di morte propugnato dalla Gilda. La ragazza negli anni matura poi l'amore per Lonerin, ma questi in un primo momento sembra interessato di più dal suo desiderio di vendetta contro la Gilda, e in più, di ritorno dalla sua missione in La setta degli assassini, porta con sé la giovane assassina Dubhe, della quale, come Theana capisce subito, è innamorato, tanto da offrirsi subito volontario per la successiva missione nelle Terre Ignote, da compiere di nuovo con Dubhe, che ha bisogno del mago Sennar per liberarsi da una maledizione. Theana, al loro ritorno, si offre di aiutare Dubhe a rompere la sua maledizione, accompagnandola nella Terra del Sole, ove l'assassina intende uccidere il re Dohor. La maga non sa bene neppure lei del motivo di questa decisione, visto che detesta Dubhe per causa di Lonerin, ma insiste finché l'altra ragazza accetta. La fede in Thenaar è un ulteriore motivo di contrasto tra le due, visto che Dubhe identifica il nome di questo dio interamente con la Gilda, che lei odia, ma col tempo imparano a collaborare. Catturate da dei cacciatori di schiavi, le due giovani vengono acquistate dal principe Learco, che le libera e le manda al palazzo reale di Makrat come servitrici. Ivi matura una congiura contro il re Dohor, padre di Learco, e Dubhe e Theana rimangono involontariamente coinvolte e la giovane maga, arrestata, viene consegnata alla Gilda degli Assassini per essere sacrificata a Thenaar. Liberata alla fine di Un nuovo regno, si riappacifica con Lonerin e i due poco tempo dopo si sposano.
Theana riappare nelle Leggende del Mondo Emerso. Lonerin è frattanto morto, lei invece è la Suprema Officiante dei Fratelli della Folgore, nuovo ordine religioso che venera Thenaar. Theana collabora con Dubhe per salvare il Mondo Emerso dall'epidemia che decima la popolazione.

### Volco
Volco è un attendente della corte reale di Makrat, nella Terra del Sole. Dopo l'allontanamento di Neor, Volco è l'unico che mantiene un comportamento gentile verso il principe Learco, che invece il re Dohor disprezza apertamente, ritenendolo un rammollito. In Un nuovo regno Volco, ancorché estraneo alla congiura di palazzo, viene arrestato e decapitato per tradimento per ordine del re, che in questo modo pensa di infliggere un castigo ulteriore al figlio Learco.

### Yeshol
Yeshol è la Suprema Guardia della Gilda degli Assassini. Descritto in La setta degli assassini come un cinico studioso e fanatico religioso, Yeshol, a dispetto dei suoi oltre sessant'anni di età, è un combattente instancabile e abilissimo assassino (il migliore del mondo, a detta di Sherva). Da giovane fu reclutato da Aster il Tiranno e ne divenne il più leale e devoto servitore, sviluppando per lui una vera e propria adorazione, identificandolo addirittura come l'ultimo araldo del dio Thenaar. Sopravvissuto alla caduta del suo padrone, Yeshol si pose a capo di una setta sanguinaria, la Gilda degli Assassini, che venera Thenaar, con l'obiettivo di riportare in vita Aster e completarne il progetto di sterminio del Mondo Emerso, che, secondo i discepoli della setta, inaugurerà un'era di prosperità e armonia. Per raggiungere l'obiettivo Yeshol non si fa scrupolo di concludere un'alleanza segreta con il re Dohor della Terra del Sole, eliminando i suoi oppositori politici in cambio di favori di vario genere.
Già nel primo libro della trilogia delle Guerre emerge che Yeshol è riuscito a evocare lo spirito del Tiranno e isolarlo in un globo magico, ma gli manca un corpo adatto che funga da contenitore per completare il rituale di resurrezione. Il giovane San sembra fare al caso suo, ma il piano viene ostacolato da Dubhe, una giovane ladra costretta a unirsi alla Gilda per salvarsi da una maledizione, che abbandona la setta e riferisce al Consiglio delle Acque. Riuscito comunque a impadronirsi del ragazzino in Un nuovo regno, Yeshol vede però il suo quartier generale preso d'assalto da un gruppetto di combattenti, che riescono a incendiare la Casa e liberare San. Il vecchio decide allora di offrirsi lui stesso come contenitore dello spirito di Aster, ma i maghi Sennar e Lonerin glielo impediscono. Infine, mortalmente ferito dal suo sottoposto Sherva e perduta la fede nel suo signore, Yeshol si lascia morire.

## Le leggende del Mondo Emerso

### Adhara
Adhara (o Chandra) è la protagonista delle Leggende del Mondo Emerso. Esteticamente e caratterialmente somiglia a Nihal, la protagonista delle Cronache, essendo combattiva, forte, con i capelli scuri con ciocche blu e un occhio viola e uno nero (capelli blu e occhi viola sono tratti tipici dei mezzelfi), e anche il suo nome è tratto da quello di una stella, che si chiama appunto Adhara. In realtà ella è frutto di magia, con la quale Adrass, un mago della setta dei Veglianti, ha manipolato e risvegliato il cadavere di una giovane donna di nome Elyna. Scopo di questi incantesimi è di creare artificialmente una Sheireen ("Consacrata"), una entità mitologica votata a salvare il Mondo Emerso. Trattandosi del suo sesto esperimento, Adrass le ha imposto il nome Chandra ("sesta" in lingua elfica), mentre il nome Adhara le viene dato da Amhal.
Nel primo libro la ragazza inizialmente non sa nulla di sé stessa, svegliandosi del tutto spaesata in un prato, dopo che il tempio dei Veglianti è stato attaccato e distrutto da un misterioso uomo in nero (che in seguito si scopre essere San, intenzionato proprio a distruggere la Sheireen). Finita a Salazar, viene aggredita da due esseri infetti da un morbo sconosciuto e salvata da un giovane Cavaliere di drago di nome Amhal. Accolta alla corte di Makrat, Adhara diventa dama di compagnia e amica della principessa Amina. Matura intanto l'amore per Amhal, ma quest'ultimo viene irretito da San, che lo porta con sé e lo istruisce nella magia proibita. San è inoltre complice degli elfi nella diffusione della misteriosa epidemia che sta imperversando nel Mondo Emerso. Adhara insegue i due uomini e nella confrontazione che segue viene salvata dal mago Adrass, il quale si presenta come suo creatore. Dapprima sconvolta da queste rivelazioni, Adhara lo attacca e poi fugge.
In Figlia del sangue Adhara prosegue la sua ricerca delle proprie origini e di Amhal assieme ad Amina, che intende vendicare l'uccisione di suo padre. Fa la conoscenza di Karin, che era il fidanzato di Elyna (la donna dal cui cadavere è stata generata Adhara), il quale reagisce con orrore al riconoscere in Adhara la propria amata. Amhal intanto viene ritrovato sotto il controllo di un medaglione stregato, che annulla i suoi sentimenti, e non riconosce più nessuno. L'uomo può in questo modo dare libero sfogo alla sua natura di Marvash senza provare sensi di colpa. Di nuovo Adhara e Amina vengono tratte in salvo da Adrass. La protagonista serba ancora rancore verso il suo "creatore", per il destino infausto che le è imposto, ma alla fine accetta di farsi aiutare, perché l'incantesimo che l'ha risvegliata si sta indebolendo e lei rischia di marcire come un cadavere (dovrà amputarsi una mano per questa ragione). Il mago riesce a completare il rito, salvando Adhara e completando la sua trasformazione in Sheireen, poco prima che Amhal lo uccida. Tra la ragazza e il Marvash scoppia un combattimento furibondo, sembrando doversi quindi avverare subito il loro destino che li vuole nemici mortali nella lotta per la sorte del Mondo Emerso, ma alla fine i due decidono di tentare una via alternativa, si scambiano un bacio e si separano.
In Gli ultimi eroi Adhara, finita nelle Terre Ignote e istruita dalla sacerdotessa Shyra, una nemica del re elfo Kryss (alleato di San e padrone del medaglione stregato che indossa Amhal), uccide l'elfa Lhyr, ponendo fine all'epidemia che imperversa per il Mondo Emerso. Tornata e accettato ormai il suo destino di Sheireen, recupera il magico pugnale di Phenor in un santuario al di fuori dello spazio e del tempo e con esso affronta Amhal, strappandogli il medaglione che gli aveva dato Kryss. Intanto anche Shyra e Kryss periscono nella lotta. Rimane solo San, anche lui un Marvash, che, sopraffatto dallo spirito maligno che lo influenzava fino a quel momento, evoca un incantesimo atto a distruggere Nuova Enawar e tutta la popolazione, ma Adhara e Amhal, raggiunta una comunione tra le loro menti, lo bloccano, sacrificandosi volontariamente per la salvezza del Mondo Emerso. Con la loro fine si spezza anche il ciclo che da secoli faceva sorgere Sheireen e Marvash nel Mondo Emerso.

### Adrass
Adrass è un mago e sacerdote della Congrega dei Veglianti, un gruppo scisso dai Fratelli della Folgore, confraternita devota al dio Shevrar. Grazie alla sua abilità in botanica, Adrass riesce a creare una Sheireen (Adhara) e a salvarla quando il Marvash (San) entra nel suo tempio e uccide tutti. Durante il viaggio diventerà come un padre ad Adhara che poi verrà ucciso da Amhal alla fine del secondo libro dopo che aveva salvato la vita ad Adhara e averla guidata nell'antica biblioteca degli elfi nella capitale della Terra del Sole. Nonostante la crudeltà dimostrata nel creare Adhara da un cadavere, pur di avere una Consacrata, man mano che la storia prosegue dimostra un affetto quasi paterno verso Adhara e un grande altruismo, come quando la ragazza scopre per caso una cura al morbo Adrass manifesta la volontà di condividerlo con il mondo per poterla usare come cura in massa, arrivando addirittura a sacrificare la vita per la ragazza.

### Amhal
Assieme ad Adhara, Amhal è protagonista della terza trilogia della saga: Le leggende del Mondo Emerso. I nonni di Amhal erano un umano e una ninfa della Terra dell'Acqua, e da quest'ultima lui ha ereditato i capelli cristallini. La loro figlia Gharle a quindici anni fugge dal paese per la vergogna, dopo che un Cavaliere di drago l'ha sedotta, ingravidata e poi abbandonata. Fa ritorno dopo la nascita del suo bambino, Amhal, che affida alla cura dei nonni. Tutto questo incide fortemente sullo sviluppo del giovane, che cresce in un clima di disprezzo e rifiuto. Di carattere fragile, Amhal è dotato per contro di una forza smisurata, che è legata a un lato oscuro e incontrollabile della sua anima, che lui chiama "Furia". Amhal commette il suo primo omicidio a soli sette anni, quando, caduto preda della Furia, attacca un ragazzino più grande che lo canzonava come "bastardo" a causa delle sue origini. La Furia indurrà Amhal a commettere vari delitti, come l'uccisione di un bambino e la distruzione di un villaggio, e a compiacersi della sua superiorità, fino a quando il giovane non conosce Mira, che diventa suo maestro d'armi e gli insegna a controllarsi. Diventerà un potente guerriero, investito a Cavaliere di drago, con un drago di nome Jamila. Questo ha fine quando si imbatte nel misterioso guerriero San, che lo attira a sé, elimina Mira e, facendogli credere che il colpevole sia il principe della Terra del Sole, lo induce ad assassinarlo. Col tempo gli fa rendersi conto che la "Furia" è in realtà lo spirito del Marvash, una entità mitologica che ciclicamente si incarna in un abitante del Mondo Emerso per portare morte e devastazione. San persuade Amhal che tale natura non sia negativa ma necessaria e inevitabile, e che quindi sia giusto assecondarla e darvi sfogo, essendo quello il vero Io del giovane. Il cavaliere si lega a San, che condivide un passato simile al suo ed è lui stesso un Marvash, lo elegge a suo maestro e si sottomette ai suoi insegnamenti. Secondo le antiche leggende, in contrapposizione al Marvash sorge a salvare il Mondo Emerso la Sheireen ("Consacrata"), una guerriera investita dagli dei. Già nelle Cronache, quasi cento anni prima degli eventi delle Leggende, ne era apparsa una, e questa era proprio la nonna di San: Nihal. Il legame di parentela tra di loro, ma anche il fatto che questa volta i Marvash siano due, di cui uno (Amhal) completamente privo di sangue elfico, sono chiari segni che il ciclo che da secoli si reitera, facendo lottare queste due figure mitiche fra di loro per le sorti del Mondo Emerso, si sia corrotto. Nelle Leggende la nuova Sheireen si scopre essere una ragazza che Amhal stesso ha incontrato all'inizio del primo libro, dandole un nome e innamorandosi di lei: Adhara. Su ordine di San, il cavaliere dovrebbe uccidere la Sheireen, ma non lo fa. Da Kryss, crudele re elfo alleato di San, Amhal riceve quindi un medaglione magico, col quale sopprimere tutti i suoi sentimenti. Così può, assieme a San, utilizzare il suo potere per sterminare la popolazione della Terra del Vento, senza provare sensi di colpa. L'artefatto magico in realtà ha lo scopo di porre il giovane in potere di Kryss, che successivamente tenterà di fare altrettanto con l'altro Marvash, trovando però che con lui non funzionerà. Sentendosi ingannato, San si rivolterà contro gli elfi e ucciderà il loro re. Intanto però Adhara raggiunge Amhal, che non ha mai smesso di provare qualcosa per lei, e la ragazza gli strappa il medaglione magico. Grazie all'amore, Amhal alla fine si libera della sua natura di Marvash, mentre San ne viene completamente sopraffatto, scatenando una magia così potente da minacciare l'annientamento del Mondo Emerso, ma proprio Adhara e Amhal, impugnando il magico pugnale di Phenor, lo bloccano, perendo assieme a lui per salvare la Terra.

### Amina
Amina è una principessa della Terra del Sole, sorella gemella di Kalth, figlia di Neor e Fea e quindi nipote di re Learco e di Dubhe. È una ragazzina pestifera e orgogliosa, che farà di tutto per mettere nei guai Adhara quando questa diverrà sua dama di compagnia. In seguito diverranno amiche e accompagnerà Adhara durante la ricerca di Amhal. Inizialmente è mossa solo dalla voglia di vendetta ma grazie a Dubhe si trasformerà in una vera guerriera, tanto da entrare nel corpo di combattenti organizzato dalla nonna, i "Guerrieri ombra". Sopravvissuta allo scontro finale tra Sheireen e Marvash in Gli ultimi eroi, Amina inizia a girovagare per il Mondo Emerso, per decantare e commemorare la sorte di Adhara.

### Baol
Baol è un attendente di Dubhe, che appare principalmente nel terzo libro, ma viene anche nominato durante il secondo. In seguito alla morte della sovrana, va con Amina a recuperarne il cadavere, ma viene ucciso per permettere ad Amina di scappare.

### Freithar
Freithar, chiamato anche il Marvash oppure (solo da San) Leish, è un'antica divinità elfica, ma non una delle otto maggiori che costituiscono il pantheon del Mondo Emerso. Originariamente apparteneva al popolo degli elfi, i quali all'inizio dei tempi erano immortali e vivevano in perfetta armonia con la natura. Freithar però divenne geloso degli otto dei maggiori e, non avendo il loro stesso potere di creare la vita, iniziò a distruggerla per eguagliarli. La sua prima vittima fu il suo amico più caro e Freithar divenne effettivamente una divinità, soprannominata Marvash ("Distruttore"). Shevrar, il dio del fuoco, suscitò fra gli elfi una Sheireen, una "Consacrata", che riuscì a bandire Freithar e a seppellirlo sotto la superficie del Mondo Emerso, senza che egli però morisse, essendo un dio. Le azioni di Freithar avevano corrotto inevitabilmente gli equilibri del Mondo Emerso: gli elfi persero la loro immortalità, gli dei si ritirarono dal Mondo Emerso e soprattutto si innescò un ciclo continuo di guerra, che si concretizza nelle figure di un nuovo Marvash, suscitato da Freithar, e una nuova Sheireen, inviata invece da Shevrar, figure che si affrontano e determinano, a seconda di chi trionfa, una nuova era di rovina oppure di rinascita. Il secondo Marvash fu appunto Ghuor, allievo dello stesso Freithar. Quando nasce un Marvash, fin dalla giovane età sviluppa poteri magici estremamente elevati, superiori a quelli di un mago adulto, insieme a un desiderio di sangue e violenza che aumentà sempre di più col proggredire dell'età spingendoli presto ad uccidere.
Nelle Leggende viene rivelato che già Aster il Tiranno era un Marvash, quantunque non fosse di ciò consapevole. Altri due Marvash appaiono in San e Amhal, ai quali si oppone la Sheireen Adhara. Il ciclo però a quel punto si è in qualche modo corrotto, perché San è parente della Sheireen Nihal e Amhal non ha sangue elfico. Esso viene interrotto una volta per tutte da Adhara al termine di Gli ultimi eroi, quando lei riesce a liberare Amhal dallo spirito del Marvash e, assieme a lui, a distruggere San.

### Kalth
Kalth è il fratello gemello di Amina. Nel secondo libro diventa re, con l'autorizzazione di Dubhe. Ha un carattere molto diverso da quello della sorella. Studioso e amante della lettura diventa re in età giovanissima dimostrando saggezza e un carattere incredibilmente posato.

### Kryss
Kryss, re degli elfi, guida il suo popolo alla riconquista del Mondo Emerso, abbandonato secoli fa emigrando nelle terre oltre il Grande Fiume Saar. Figlio del re elfico di Orva, nelle Leggende appare come un condottiero spietato, che odia fanaticamente le razze del Mondo Emerso e desidera sterminarle. Dapprima persegue i suoi scopi diffondendo una misteriosa pestilenza, poi servendosi dei poteri dei due Marvash San e Amhal, al primo dei quali ha promesso, in cambio del suo aiuto, di riportare in vita Ido. Uccide in combattimento Dubhe, ma rimane ferito da una lama avvelenata. Infine, quando San si rende conto di venire da lui manipolato e che i suoi maghi non sono in grado di esaudire il suo desiderio, fa strage dei seguaci di Kryss e infine lo scaraventa giù dal palazzo di Nuova Enawar.

### Lhyr
Lhyr è una maga e sacerdotessa elfica consacrata al culto di Phenor, entità femminile di Shevraar. Per colpa di un medaglione uguale a quello che ha Amhal, è costretta contro la sua volontà a mantenere in vita il sigillo del morbo giorno e notte. Viene uccisa da Adhara dopo averla supplicata di porre fine al suo tormento e a quello del morbo.

### Meriph
Meriph: gnomo ed eremita che vive nella Terra del Fuoco. Conosce la magia elfica poiché aiuta Adhara a trovare l'arma in grado di sconfiggere il Marvash. Padre adottivo di Adrass. Da giovane era affamato di conoscenza e decise di fare ricerche nelle Terre Ignote. Arrivò a intrufolarsi in una città elfica, dove rubò diversi libri di magia. Venne infine catturato, ma riuscì a liberarsi e a fuggire prima di essere condannato a morte. Fu in quel periodo che venne a sapere di Sennar, trasferitosi nelle Terre Ignote con Nihal per vivere in pace. Meriph conosceva le loro grandi gesta e desiderava incontrarli, ma non ne ebbe mai l'opportunità, poiché Oarf, il drago di Nihal, lo scacciò.

### Neor
Neor, figlio di Learco e Dubhe, principe ereditario della Terra del Sole. Il nome gli è stato dato in ricordo di uno zio del padre, messo a morte per ordine del precedente re Dohor. Neor è sposato con una gnoma di nome Fea e come figli i gemelli Kalth e Amina. A causa di una caduta da cavallo in gioventù è costretto su una sedia a rotelle. Dotato di un'intelligenza fuori del comune, partecipa attivamente all'amministrazione del regno, tuttavia a causa del suo carattere schivo gode di una reputazione ambigua presso la popolazione, che lo sospetta di cospirare per ottenere la corona. Quando nel Mondo Emerso si diffonde una misteriosa pestilenza e il re Learco ne rimane ucciso, Neor assume il governo. È il primo a sospettare che la malattia venga diffusa intenzionalmente e che San sia coinvolto. Lo fa seguire da una spia, ma San lo scopre e con un incantesimo costringe la spia ad uccidere il Cavaliere di drago Mira. San convince Amhal, allievo di Mira, che il responsabile del delitto sia appunto Neor, sicché, quando il principe fa arrestare San, Amhal corre a liberarlo e prende in ostaggio Neor, che rimane ucciso durante la fuga.

### Mira
Mira: Maestro di Ahmal. Esso è considerato da quest'ultimo come un padre. Muore ucciso da San.

### Phenor
Phenor è la dea dell'acqua e della fecondità. È una sorta di doppio di Shevrar, il dio del fuoco: dove Shevrar distrugge Phenor crea e dove Phenor crea Shevrar distrugge. Si narra che sia stata lei a concedere agli esseri viventi la capacità di procreare. Phenor ha lasciato un'arma nel Mondo Emerso: un pugnale con la lama in cristallo nero e l'elsa di diaspro bagnata nel sangue della stessa Phenor, e con una Lacrima. Esso è custodito nel santuario di Ael, lo spirito consacrato a Phenor.

### Shyra
Shyra: guerriera elfa e gemella di Lhyr. È a capo della resistenza contro Kryss e aiuta Adhara a combatterlo. Appare nell'ultimo libro. Conosce in maniera molto approfondita il ciclo del Marvash e della Sherieen che si è ripetuto nel corso dei secoli. Sapendo che uno dei distruttori è discendente di una consacrata spiega che il ciclo si sta consumando perché prima mai c'erano stati legami di parentela con una consacrata e un distruttore. Guida un gruppo di Elfi che non segue il fanatismo degli altri guidati da Kryss, e lo accusa invece di avere scatenato delle guerri civile nelle citta elfiche che hanno portato disuguaglianza e rovina.

## Le storie perdute

### Ekhtir
Ekhtir, guerriera elfica, combatte in groppa a una viverna di nome Alma. La sua famiglia era in disgrazia a causa della asocialità di Klarath, nonno di Ekhtir, ma l'elfa coglie l'opportunità di riscatto quando aderisce entusiasta alla campagna del re Kryss, che progetta la riconquista del Mondo Emerso. Ekhtir si distingue sul campo, diventa guardia del corpo di Kryss, e forse se ne innamora, ma non riesce a impedirne la caduta. Profondamente avvilita, si rifiuta comunque di accettare la sconfitta, per cui raduna una truppa di sbandati e con loro comincia a tiranneggiare sui pacifico popolo degli Huyé delle Terre Ignote. Quando in loro soccorso sopraggiunge la leggendaria guerriera Nihal, Ekhtir si scontra con lei e la batte, ma, dichiarandosi delusa per non essere stata l'avversaria all'altezza della sua fama, non la uccide. Ma con un gruppetto di huyé Nihal fa ritorno e attacca a sorpresa l'accampamento elfico, riuscendo anche ad atterrare la comandante; questa, che in verità non aspetta altro che la morte in battaglia per seguire la sorte del re che venerava, invoca il colpo di grazia, e la mezzelfo la accontenta.

### Klarath
Klarath, giovane mago elfico della città di Nelor. Scapestrato e interessato solo al guadagno, vende i suoi servigi a Nihal, quando gli chiede di liberare Sennar da un incantesimo di possessione, ma lui ha dei ripensamenti quando la mezzelfo si scontra con alcuni suoi concittadini, sicché lei usa la forza per portarlo con sé e costringerlo a onorare gli accordi. Nel rituale per liberare Sennar, Klarath ha un contatto con lo spirito di una bambina uccisa: tale esperienza, così come i racconti di Nihal, lo lasciano sconvolto, per cui rigetta completamente i principi guerreschi e di superiorità delle altre razze del suo popolo. Per questa ragione, quando fa ritorno a Nelor e non riesce a rientrare in quella società, viene brutalmente torturato e infine costretto a rivelare dove abitano Nihal e Sennar, che gli altri elfi considerano responsabili del suo cambiamento. Klarath assiste poi al processo e al suicidio di Nihal. Morirà in miseria e abbandonato da tutti, con i famigliari, disonorati a causa sua, che lo ritengono un pazzo. Klarath fino alla fine rimane distrutto dai sensi di colpa per avere tradito Nihal e la sua famiglia.

### Lefthika
Lefthika, mago elfo che compare nelle Storie perdute. Assieme al suo schiavo Ren, anch'egli mago, ma tenuto prigioniero da Lefthika, riesce a riportare in vita i morti, allo scopo di sfruttarli per i suoi interessi, e per questo il suo stesso popolo lo ha bandito. Viene ingaggiato da Athor, capo di un pacifico villaggio di huyé, quale guerriero che difenda gli huyé da una banda di predoni elfi. Lefthika e Ren riportano in vita la leggendaria Nihal, morta cento anni prima. Il mago cerca di assoggettare anche lei, ma Nihal, aiutata da Ren, si ribella. I due lo rintracciano poi nella Terra del Vento, ove lo costringono a sciogliere il sigillo che impedisce a Nihal di tornare nell'aldilà, e infine la mezzelfo lo uccide. In tutte le saghe del Mondo Emerso, Lefthika è stato il solo mago ad avere avuto un potere magico così potente da riportare in vita i morti, cosa che nessun altro era mai stato in grado di fare. Ciò indica che i suoi poteri sono superiori a quelli di Sennar, che era considerato il mago più forte di tutto il mondo emerso a suo tempo, e di quelli di Aster, che era un Marvash. Il fatto di avere riportato in vita Nihal, fa presupporre che Lefthika sia stato uno strumento guidato inconsapevolmente dalla volontà del dio Thenaar, per richiamare la consacrata nel mondo emerso perché c'era ancora bisogno di lei.

### Melna
Melna, giovane cameriera di una locanda di Salazar, nella Terra del Vento, ove si esibisce un misterioso cantastorie mascherato. Alla fine delle sue canzoni, l'uomo misterioso, per ricambiarla della sua gentilezza, mostra alla sola Melna il suo vero volto.

### Ren
Ren, giovane mago dei Domini del Sud, particolarmente abile nella rigenerazione di parti del corpo lese e deteriorate. Ren è assoggettato dal mago elfico Lefthika, in grado di riportare in vita i morti. Unendo i suoi poteri quelli dello schiavo, vuole sfruttare queste arti magiche. Quando però evoca dall'aldilà Nihal per vendere le sue capacità di guerriera, questa convince Ren a ribellarsi con lei, per cui i due si liberano di Lefthika. In seguito, dopo essersi definitivamente liberata dell'influsso del mago elfico, Nihal rivela a Ren di volersi recare al santuario di Thoolan, lo spirito guardiano del tempo, e lui promette di accompagnarla.

## Personaggi del fumetto: Il viaggio di Nihal
- Shan: È un mezzelfo e, insieme a suo figlio Ehlum, è uno degli ultimi mezzelfi del Mondo Emerso, oltre a Nihal. In passato, Shan era un fidato mago, consigliere e generale del Re dei Mezzelfi, che regnava nella Terra dei Giorni. Shan racconta a Nihal che il suo compito era scovare e catturare le spie che minacciavano il regno. Scoprì un alto dignitario corrotto e assetato di potere nella corte del re, ma quest’ultimo, più astuto, fabbricò false prove e convinse il re che Shan fosse il vero traditore. Per paura, amici e conoscenti di Shan non lo difesero, e lui fu imprigionato e condannato a morte. Il Re dei Mezzelfi quindi ordinò lo sterminio dell’intera famiglia di Shan. Grazie alle sue straordinarie doti magiche, Shan riuscì a evadere, ma potendo salvare solo suo figlio Ehlum. Tuttavia, ciò corrispondeva alla verità solo in parte. Shan tradì i mezzelfi della Terra dei Giorni: era stato scoperto dal dignitario essere una spia al servizio di Aster, che in quel periodo stava acquisendo sempre più potere, contribuendo allo sterminio del suo popolo credendo che far ciò lo avrebbe salvato. Prima che la guerra diventasse insostenibile e braccato dal suo stesso popolo, Shan fuggì con Ehlum nel Grande Deserto, l’unico luogo sicuro dove nascondersi dal conflitto che infiammava il Mondo Emerso, salvandosi così dallo sterminio perpetrato da Aster. Qui incontrò viaggiatori e viandanti desiderosi di vivere in pace e formò una comunità nei pressi di un'oasi con delle formazioni rocciose, chiamata (per ironia della sorte) La Rocca, un rifugio sicuro per chi cercava pace e tranquillità. Anni dopo, Nihal, avventurandosi nel Grande Deserto, fu salvata da Ehlum, che la condusse alla Rocca. La mezzelfa, stupita e felice di incontrare altri del suo popolo, fu accolta con cordialità da Shan, ormai capo della Rocca. Tuttavia, il trauma della perdita dei suoi cari lo portava a considerare tutti i mezzelfi falsi e bugiardi. Giorni dopo, Nihal scoprì che Shan era responsabile dello sterminio del loro popolo e lo affrontò in uno scontro. Shan, senza alcun rimorso, accusò i mezzelfi di essere meschini e traditori. Sebbene lo scontro volgesse a favore di Nihal, lei, pur avendo l’opportunità di ucciderlo, decise di risparmiarlo, comprendendo il suo dolore e ritenendo inutile vendicarsi. Colpito dalla nobiltà d’animo di Nihal, Shan capisce che non tutti i mezzelfi sono malvagi e che può ancora esserci speranza.

- Ehlum:figlio di Shan. Ehlum è l’unico sopravvissuto della sua famiglia, sterminata a causa di un complotto dei mezzelfi della Terra dei Giorni. Shan, suo padre, riuscì a salvarlo quando era solo un bambino. Dopo aver tradito i mezzelfi consegnandoli ad Aster, Shan fuggì con Ehlum nel Grande Deserto. Lì costruirono la città chiamata La Rocca, accogliendo pellegrini e viandanti desiderosi di vivere in pace. Ehlum divenne capo delle guardie cittadine. Durante un incontro nel deserto, salvò Nihal e la condusse alla Rocca. Rimane stupido di aver incontrato un altro mezzelfo. Da Nihal conosce la storia della guerra del Tiranno e della caduta dei mezzelfi. Come suo padre, Ehlum diffida dei mezzelfi.